# Historia del mueble
Historia del mueble o del mobiliario son denominaciones convencionales para designar la evolución de las artes decorativas aplicadas al mobiliario. Tradicionalmente ha sido considerada un "arte menor" o artesanía, aunque se revalorizó con las demás artes asociadas con el diseño a partir de finales del siglo XIX y comienzos del siglo XX (arts and crafts, art nouveau, art déco, Bauhaus).
La periodización de la historia del mobiliario recibe las mismas denominaciones que las empleadas en la historia del arte, dado que los muebles comparten con las obras de arte arquitectónicas, pictóricas y escultóricas gran parte de sus rasgos formales, aunque con cierta humildad dado su carácter artesanal. Mientras que la pintura y la escultura pueden tener un campo de fantasía ilimitado, los muebles están necesariamente sujetos a ciertas normas físicas de estabilidad, adecuación al uso (funcionalismo) y proporción al cuerpo humano (ergonomía), semejantes a las limitaciones propias de la arquitectura.
Inversamente, también se ha extendido a la historiografía del arte el uso de denominaciones de "estilos" específicos de la historia del mobiliario denominados por los periodos políticos de la historia de Francia entre los siglos XVI y XIX (estilo Enrique IV, estilo Luis XIII, estilo Luis XIV, estilo Regencia, estilo Luis XV, estilo Luis XVI, estilo Directorio, estilo Imperio).

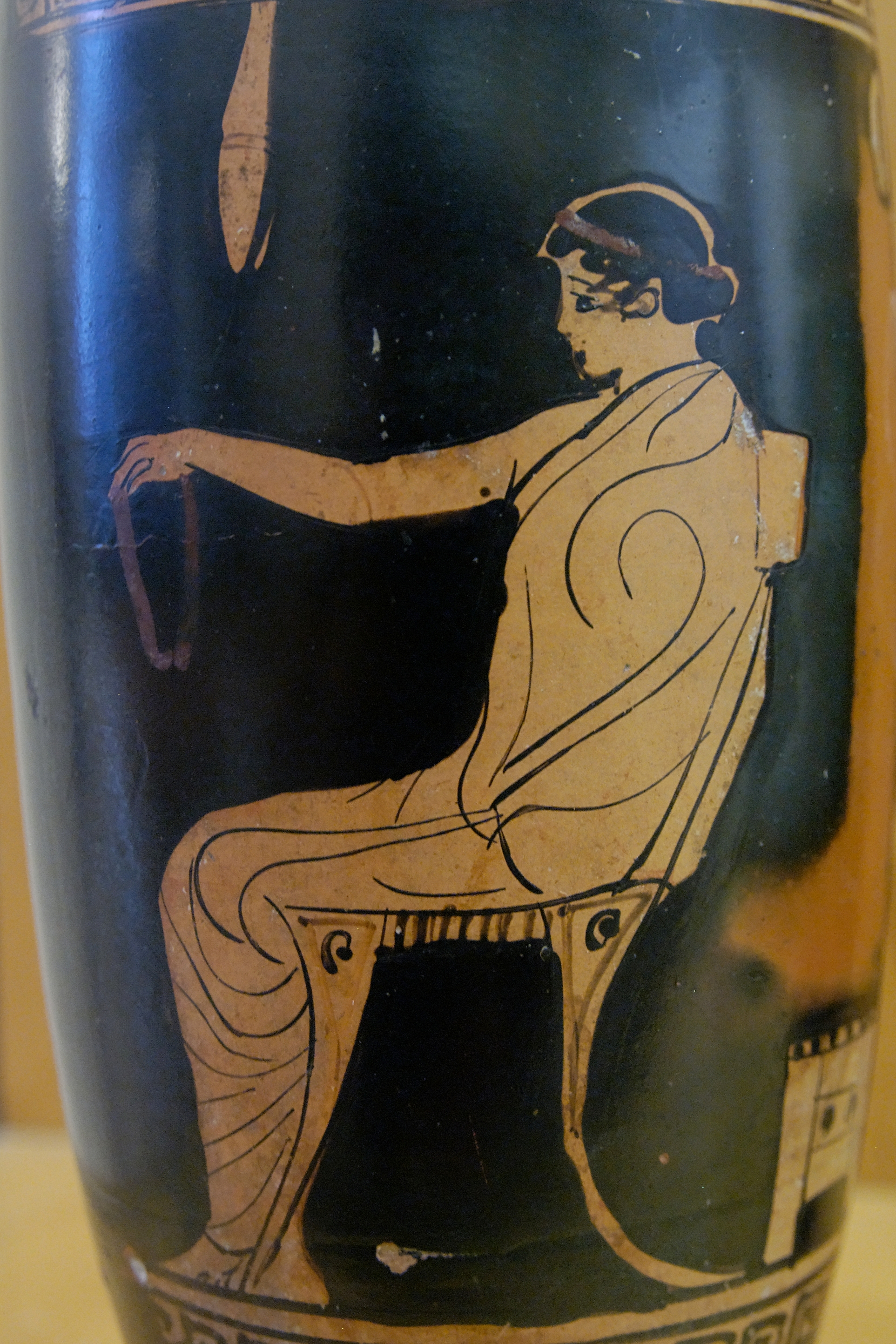
Silla klismós pintada en una cerámica griega

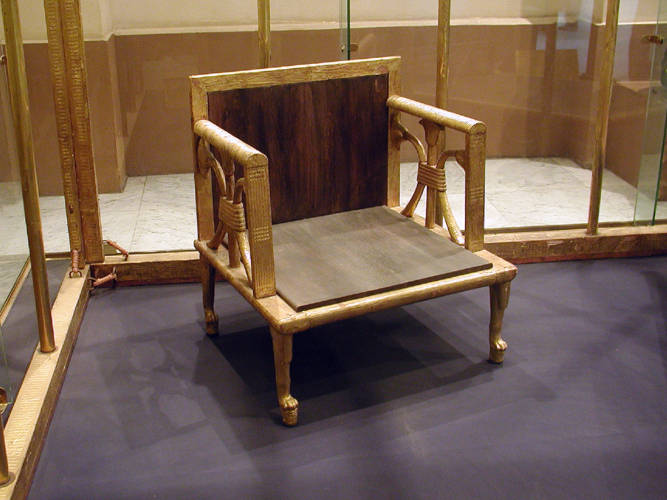
Sillón de la reina egipcia Hetepheres

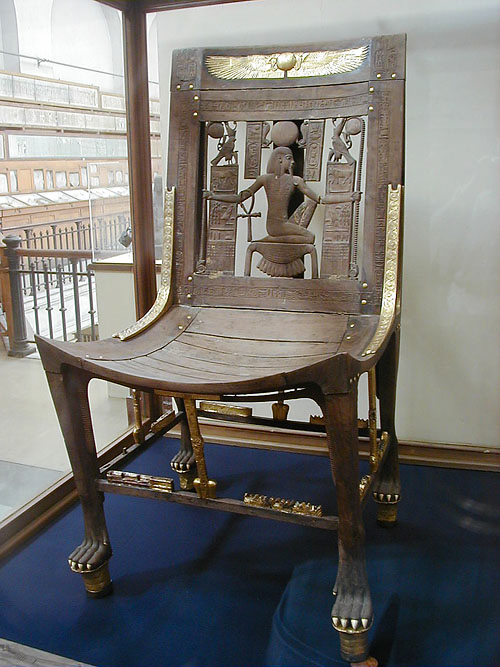
Silla del faraón Tutankamon

## Edad Antigua

### Egipto
El 2 de febrero de 1925, Mohamadien Ibrahim, que trabajaba para Reisner, descubrió accidentalmente la tumba atribuida a la reina Hetepheres (siglo XXVI a. C.) cuando se disponía a tomar fotografías cerca de la Gran Pirámide de Guiza, del faraón Keops, encontrándose unos de los muebles más antiguos de los que se tiene constancia.
Howard Carter también descubrió en 1925 la tumba del faraón Tutankamon (siglo XIV a. C.) Gracias a las sillas, tronos, bancos, camas y arcas que se encontraron en esas tumbas, se tiene conocimiento de las técnicas, ornamentaciones, materiales y diseños que utilizaron los egipcios en la fabricación de sus muebles.

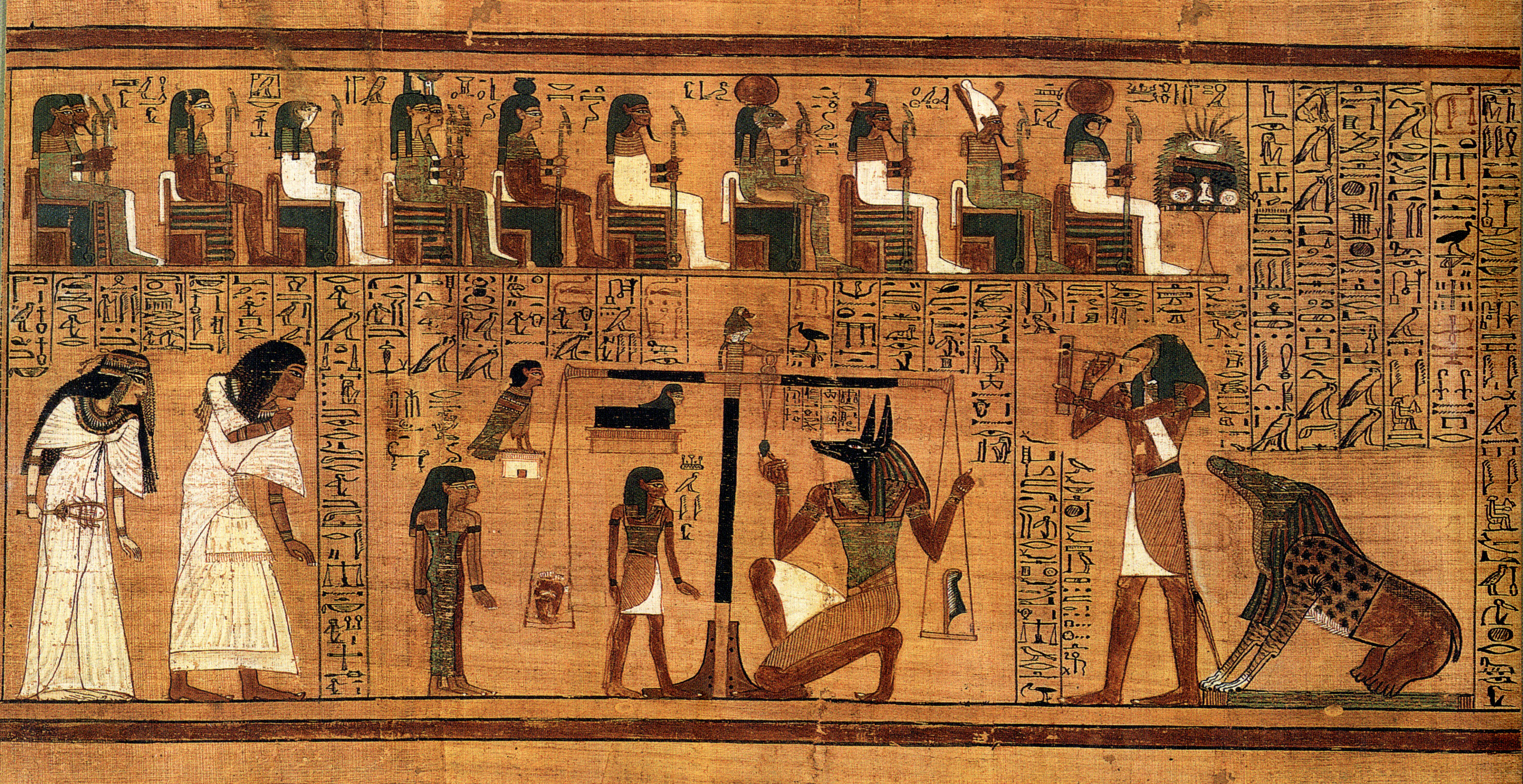
Dioses egipcios sentados sobre la escena del "peso del alma", en el Libro de los Muertos.

### Grecia
Todos los datos que tenemos sobre el mobiliario griego se han obtenido a través de estudios realizados sobre vasos y platos cerámicos, bajorrelieves y relieves funerarios. Sin embargo, hoy en día, uno de los diseños más conocidos de la silla es debido precisamente a esta civilización. Se trata de la silla klismós.
A través de este diseño se puede concluir que la estructura de los muebles griegos era sencilla y muy pensada para la comodidad del cuerpo humano (ergonomia).
Otros diseños griegos son el difros o silla sin respaldo, el kline o lecho de descanso, y el triclinio ("triple kline"), camas donde los griegos almorzaban y cenaban y recibían a sus visitas.

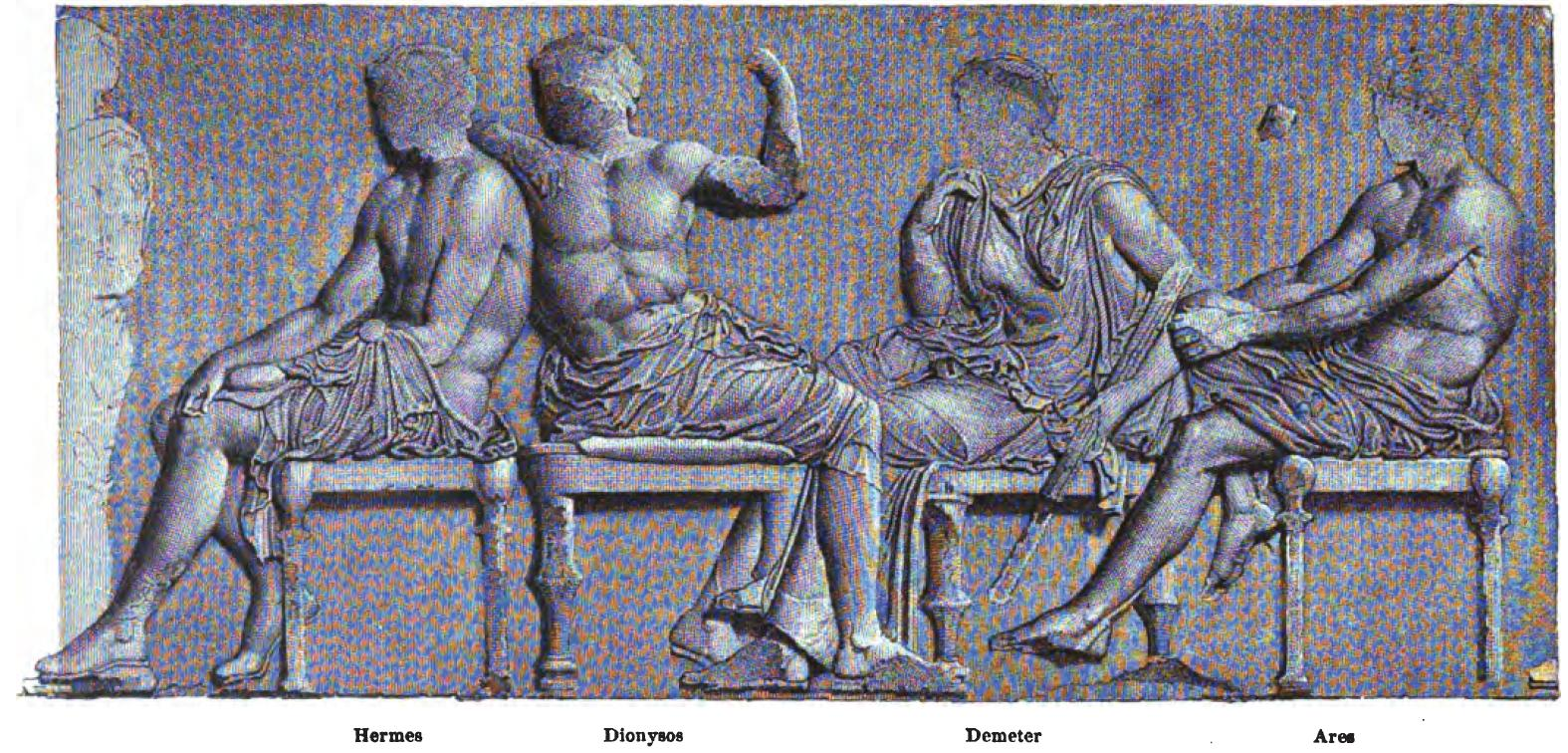
Los dioses olímpicos, sentados, en el Friso del Partenón, de Fidias, siglo V a. C.

### Roma

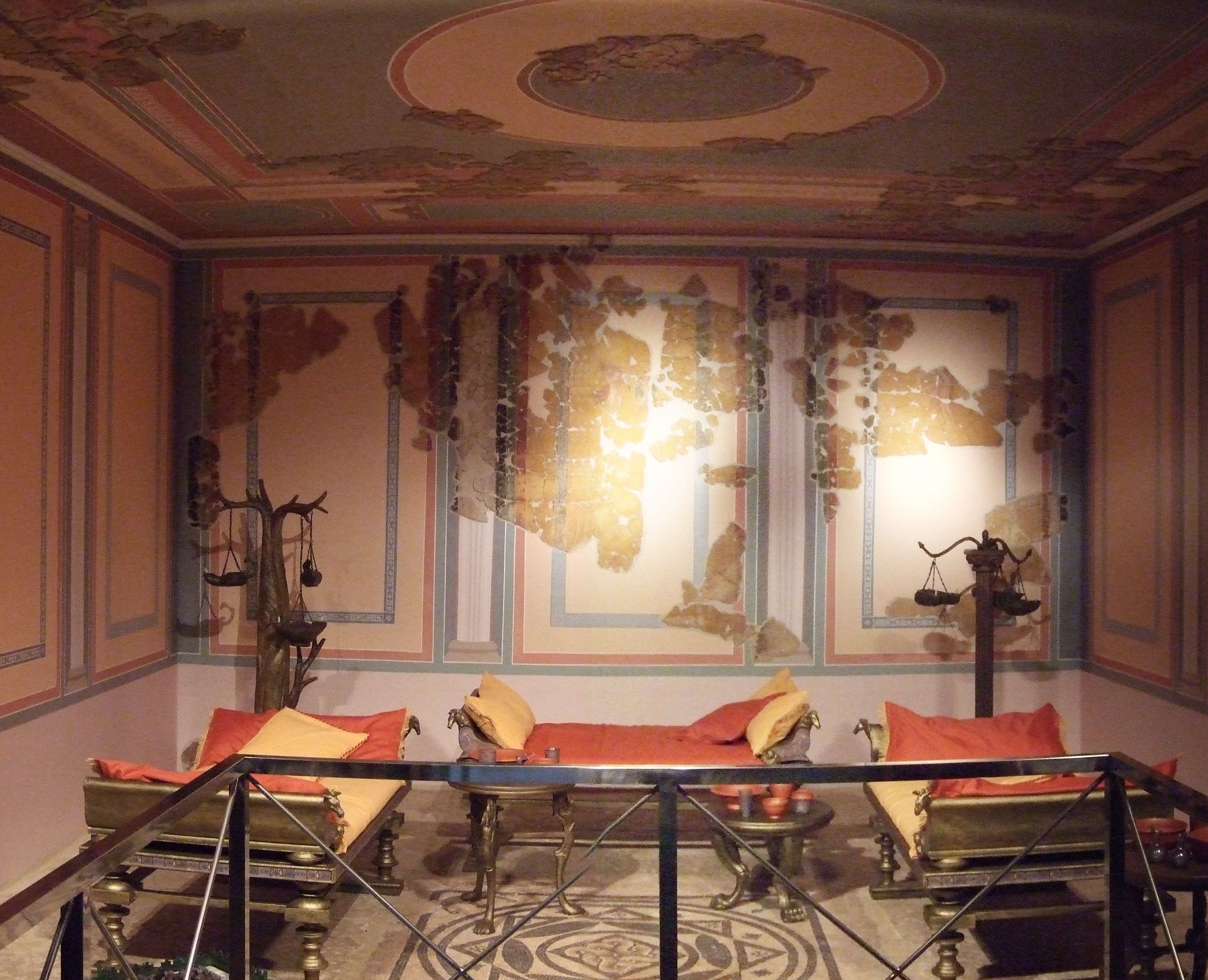
Triclinium.

Tampoco quedan restos directos de muebles de madera fabricados en Roma. Sin embargo, sí se ha encontrado mobiliario metálico en las excavaciones de Pompeya y Herculano, entre los restos de las cenizas y la lava.
Son característicos de esta época el lectum ("lecho") para dormir u otros usos (lectus cubicularis, en el cubiculum o habitación; el mucho más decorado lectus genialis o cama de matrimonio para el pater familias y la matrona, situado en el atrium en disposición opuesta a la puerta; el lectus discubitorius, para comer acostados -sobre el lado izquierdo, usualmente de tres en tres, siendo el puesto central el de mayor honor-; lectus lucubratorius, para el estudio; y lectus funebris o emortualis, para conducir a los muertos a la pira funeraria), el triclinium (tres klinai dispuestos en forma de U), el tetraphoros (literalmente, "para llevar entre cuatro", grandes mesas con soportes laterales de piedra), la sella o silla sin respaldo con patas en forma de tijera, el bisellium o silla de dos plazas, el sollium similar al klismós griego y la sella curulis (de los magistrados con imperium y senadores), de la que deriva la cathedra de los obispos cristianos).

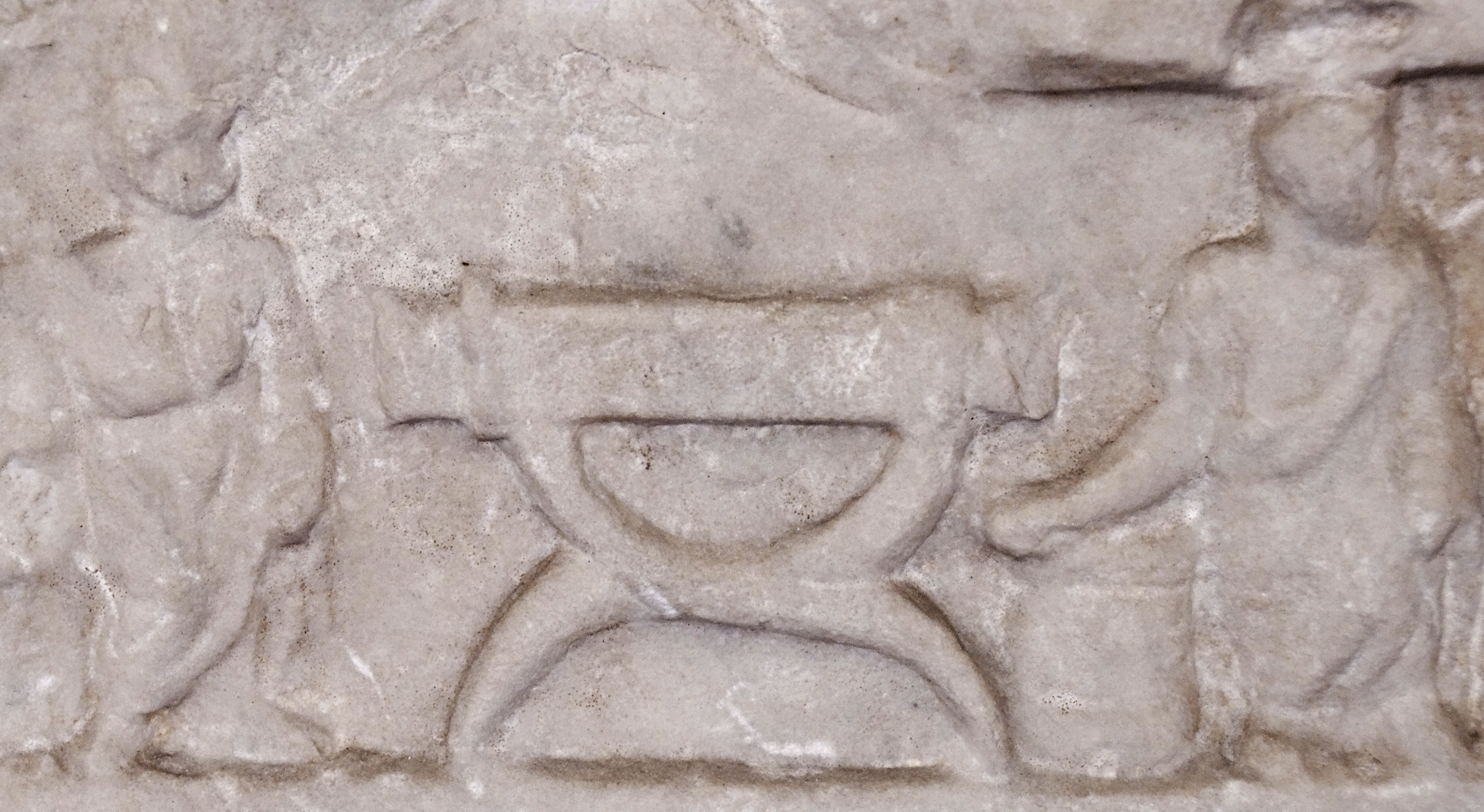
Sella curulis.

## Edad Media

### Bizancio
Constantinopla se convirtió en el gran centro comercial, político y religioso de su época. Fue también el principal centro artístico, reuniendo y albergando en él a los artistas y artesanos más relevantes en todo tipo de artesanía de lujo.
La mayoría de los emperadores eran coleccionistas de arte y sus palacios estaban soberbiamente amueblados. Los talleres y tiendas estaban situados en el interior del Gran Palacio y eran famosos por los trabajos en marfil, metal, bordados y esmaltes.
No se conserva ninguna muestra del mobiliario de la época, aunque sí documentos, ilustraciones de los manuscritos, mosaicos y murales. Los mosaicos muestran claramente la mezcla de las dos tradiciones que formaban las bases del arte bizantino: el elegante refinamiento del helenismo junto con el formalismo oriental. Se conservaron las técnicas de los ebanistas clásicos. El mobiliario del palacio real era espléndido, las crónicas hablan de que en los banquetes se usaban mesas de marfil y oro. Las mesas, generalmente de piedra o metal, eran parecidas a las romanas; las de comer eran redondas o en forma de D. En las casas modestas eran simplemente rectangulares y de madera. Se seguían usando los clásicos y populares taburetes y sillas plegables o en forma de X, con asientos de cuero. Los muebles de los que se tienen más datos son las sillas y tronos. Los tronos parece que eran de madera maciza con formas arquitectónicas y decoración pintada. Algunos estaban realizados con materiales preciosos, decorados con joyas y con bellos cojines. Bizancio era famoso por sus magníficas tallas realizadas en marfil. Los paneles de marfil se incorporaban a muchos objetos, como arcas, estuches y puertas. Las camas eran al modo clásico pero desaparecieron los reposacabezas. Algunas tenían elaboradas patas torneadas, otras eran arquitectónicas y tenían baldaquinos y columnas. Las clases adinerada tenían mantas, sábanas, colchas y cubrecamas con bordados muy trabajados.

### Europa occidental

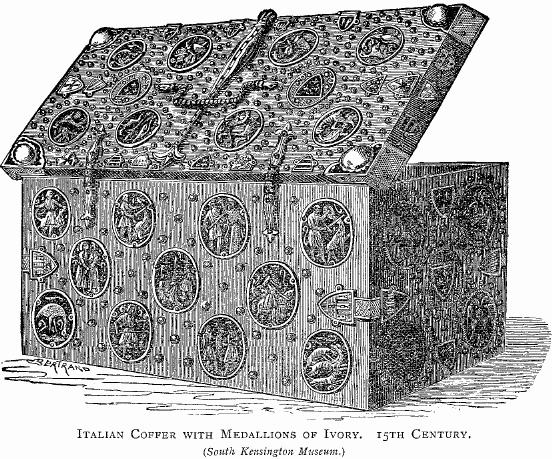
Cofre italiano

En las ciudades de la Europa occidental de la Baja Edad Media, las artes, la industria y el comercio adquirieron un esplendor no conocido hasta entonces y al lado de los artistas que seguían las tradiciones de los monasterios surgieron otros en correspondencia con los arquitectos laicos. De entonces, datan las magníficas obras de carpintería y de escultura en madera: cofres, armarios, arcas, bancos decorados con pinturas o bajorrelieves, todo ello muy portátil y a propósito para ser transportable en carros o sobre mulas cuando el dueño cambiaba de residencia. Las camas y bancos estaban adornados con almohadones. Eran muy notables los sitiales de coro y las sillas capitulares. Ya en el siglo XIV el mobiliario se distingue por su lujo y vemos cofres adornados con herrajes o forrados de guadameciles, sillas de cobre o de madera, maletas, cestos, baúles, grandes armarios y amplios lechos, aparadores, etc.

## Edad Moderna

### Renacimiento

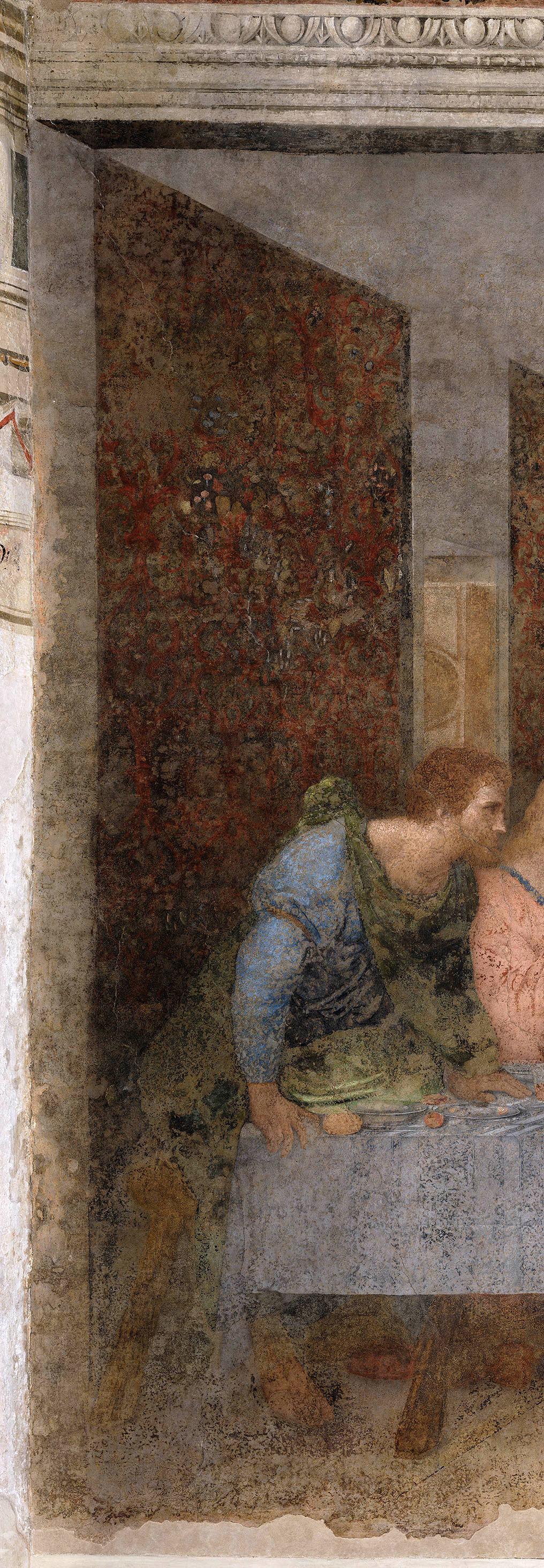
Detalle de La Última Cena (Leonardo da Vinci).

Italia tenía una situación privilegiada en las rutas marítimas y comerciales desde la Baja Edad Media. Dentro de ella los puertos de Venecia y Génova y ciudades del interior como Milán y Florencia sacaron el mejor partido al florecimiento comercial. Los humanistas, interesados por el arte y la cultura clásica greco-romanas, intensificaron su interés desde la toma de Constantinopla por los turcos (1453) en Italia aumentó aún más el interés por el arte y la cultura clásica. Las bellas artes incorporaron formas provenientes de Grecia y Roma, que nunca habían dejado de estar presentes en la Italia medieval. Los arquitectos dejaron atrás las espirales góticas para adoptar formas simétricas elegantes. El Renacimiento del siglo XV o Quattrocento tuvo su principal centro en Florencia, una plaza mercantil y financiera donde llegaban todo tipo de materiales, como maderas nobles y algodón, permitiendo la fabricación de tapices finos. Venecia, un emporio comercial no menos importante, desarrolló su propia versión de la estética renacentista. En el tránsito al siglo XVI (Cinquecento) el centro del Renacimiento pasó de Florencia a Roma, beneficiada por el mecenazgo de los papas. La pintura y escultura del Renacimiento es una fuente imprescindible para la reconstrucción del mobiliario de la época.

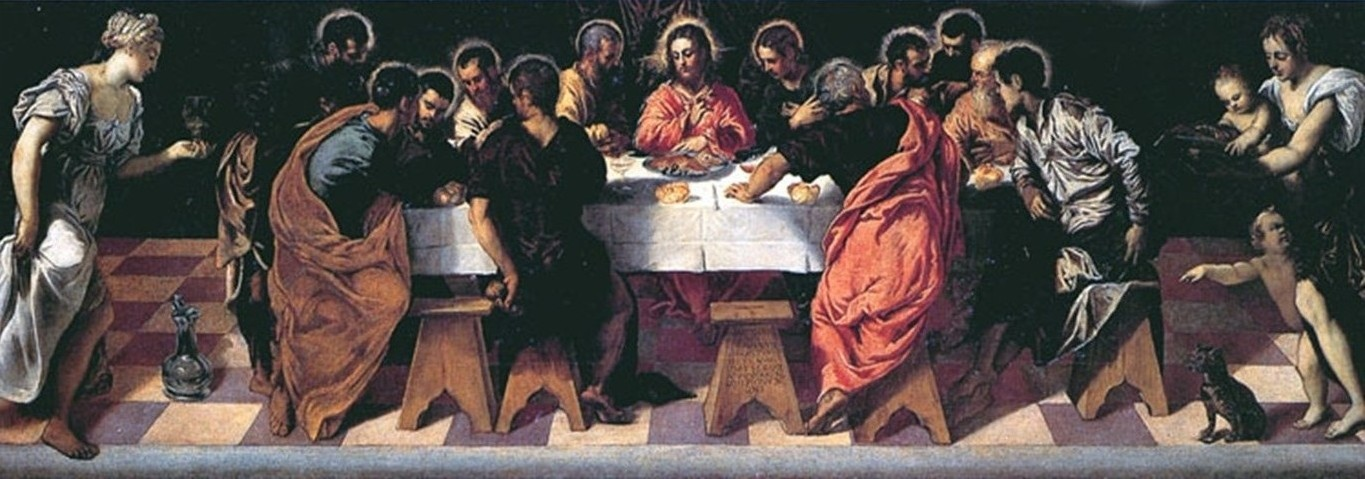
La última cena, de Tintoretto. La mesa, que se cubre con un mantel blanco, es un simple tablero del que no se destacan las patas (simples caballetes, como en la famosa obra de Leonardo). Los taburetes tienen un diseño algo más complejo (en las representaciones medievales suelen ser bancos). Otros temas artísticos en que se ambientan comidas y puede aparecer mobiliario de comedor son el Festín de Baltasar, las Bodas de Caná o la Cena en casa de Leví.

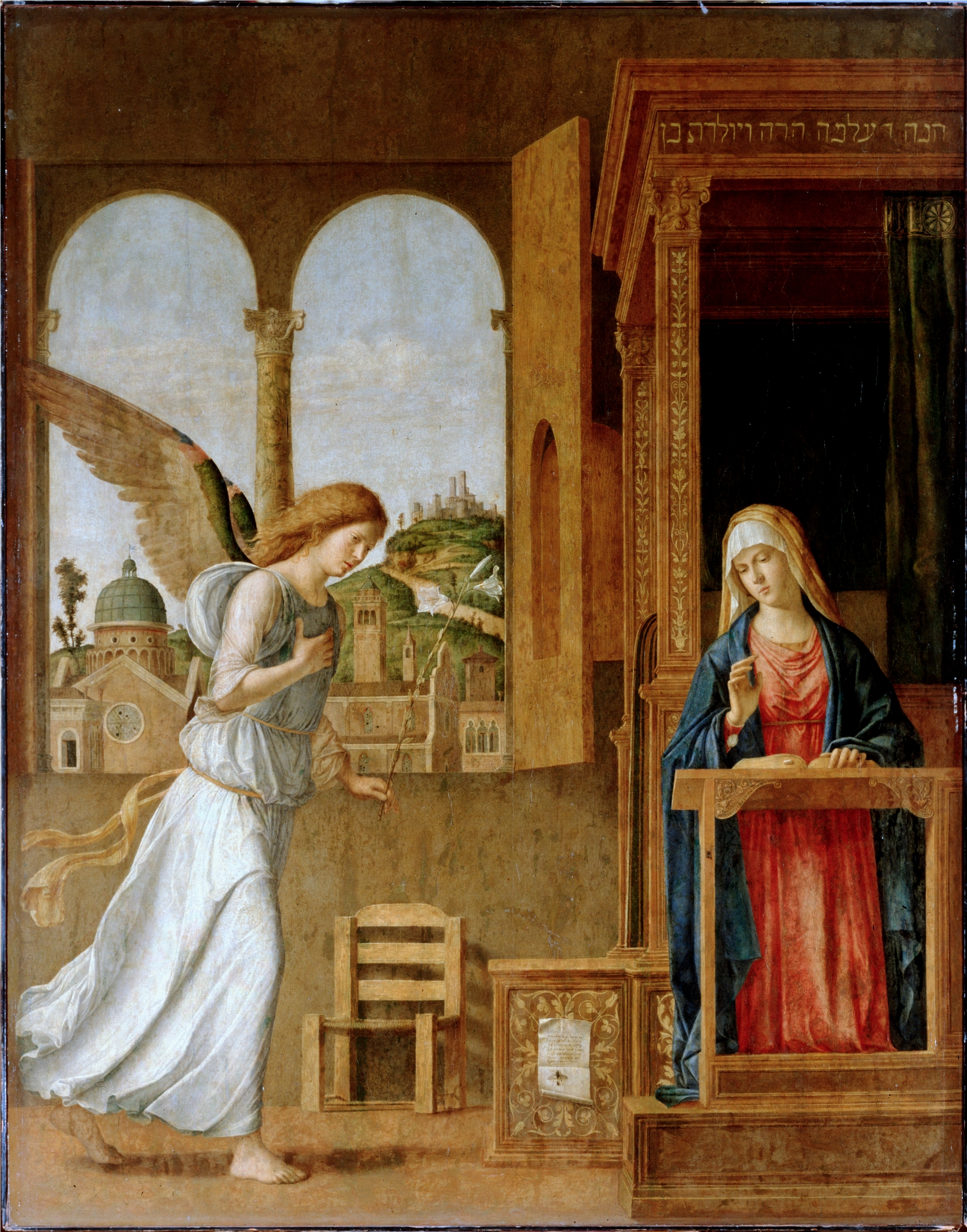
Anunciación, de Cima da Conegliano. El tema de la Anunciación permite a los pintores explayarse con mayor o menor fantasía en los detalles de la habitación de la Virgen, reproduciendo generalmente los muebles comunes de su propia época. Otros temas artísticos en que se ambientan dormitorios son Judith y Holofernes, la Dormición de la Virgen, o, en la pintura mitológica, Venus y Marte, Cupido y Psique, etc.

El mueble más popular del renacimiento italiano fue el cassone, un tradicional arcón de bodas. Su antecesor era el copero, mueble en el que, en la Edad Media, se colocaban las copas y exponían las vajillas. Se utilizaba para multitud de cosas y se realizaba en muchas versiones. A principios de siglo, la parte superior estaba cerrada por dos o más puertas decoradas con tallas de medallones con retratos, rodeados por guirnaldas de hojas ornamentales. Generalmente tenía dos cajones en la parte inferior.
Los primeros cassoni fueron decorados por los artistas más populares de la época.
En el siglo XVI apareció el escritorio; al principio tenía formas inspiradas en arcos romanos o en la arquitectura de los templos, más tarde se modificó su aspecto inicial.

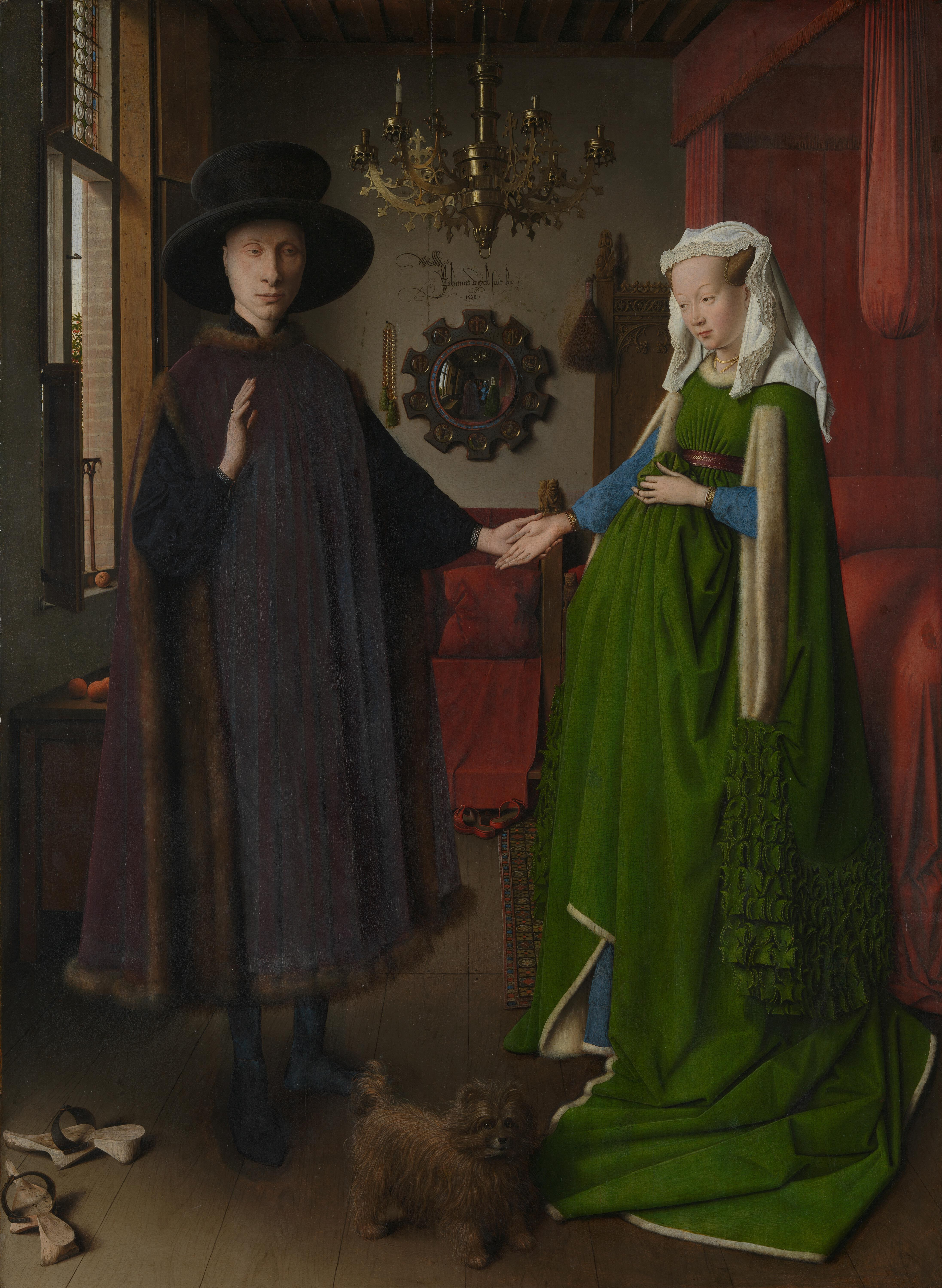
Matrimonio Arnolfini, Van Eyck.
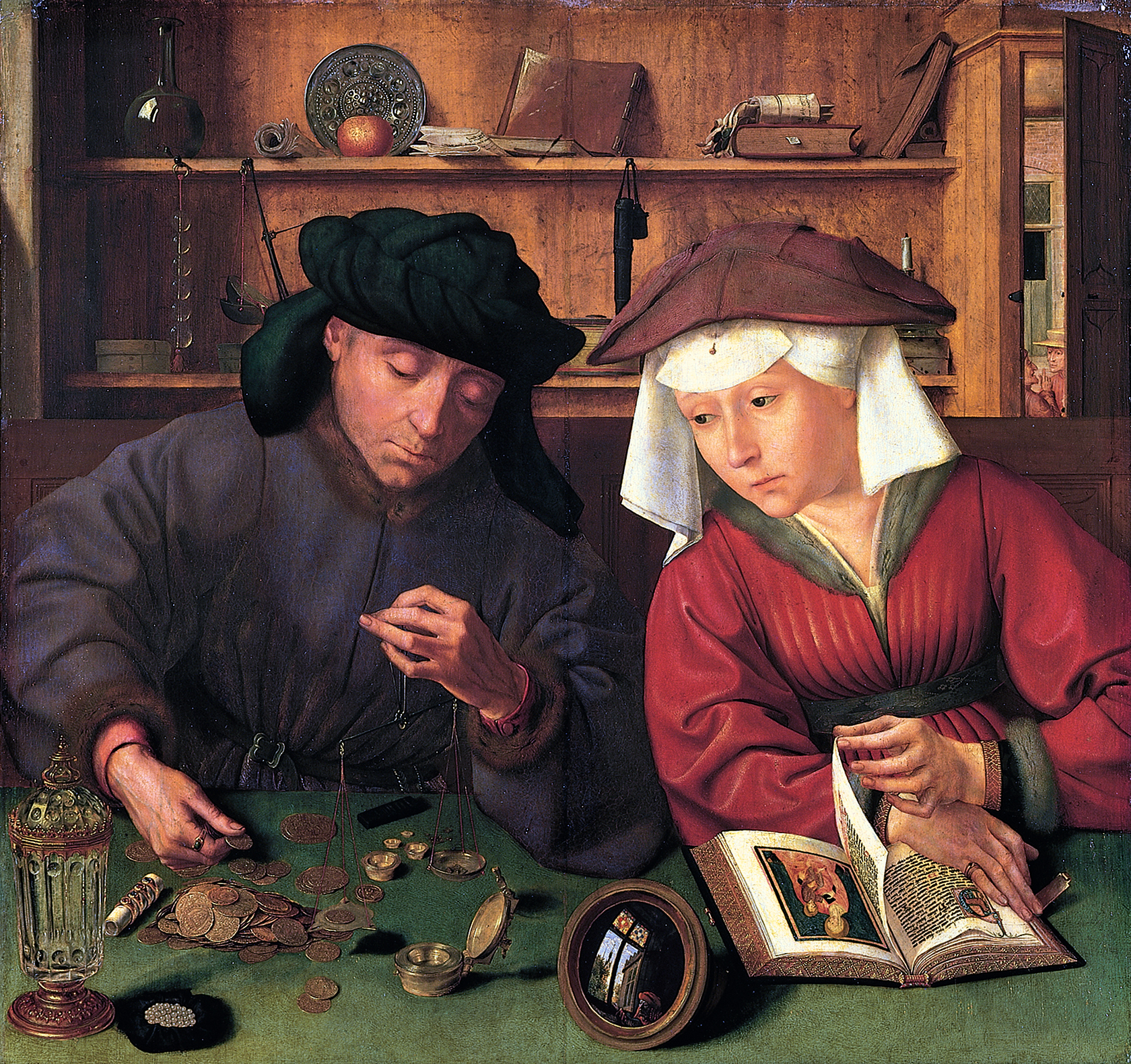
El cambista y su mujer, Quentin Massys.
Los embajadores, Holbein.

La pietra dura ("piedra dura", en plural pietre dure) fue una técnica muy novedosa que se empezó a utilizar a partir del siglo XVI en Italia, era un tipo de incrustación en la que se usaban, entre otras piedras, el mármol pulido, las ágatas y el lapislázuli. Piezas excepcionales son las que conserva el Museo del Prado (Tablero de mesa de Felipe II y Mesa de Rodrigo Calderón).
En Francia el mueble más representativo (como lo era en Italia el cassone) fue el dressoir o aparador. El Renacimiento francés supuso cambios importantes en la decoración de interiores y en la forma, decoración y uso del mobiliario. Se formaron escuelas regionales:
- Las de Normandía y Bretaña cuyos carpinteros eran universalmente celebrados por la construcción de preciosas cajas de madera. Labraban púlpitos, escabeles, bancos, aparadores, mesas de ciprés, tableros calados, asientos, cofres de encina, lechos, etc.
- Las de Picardía y Champaña, influidas por el gusto flamenco.
- Las de Turena e isla de Francia, de tendencias eclécticas y gusto monumental.
- La de Borgoña, que resistió a la influencia italiana para conservar el gusto tradicional. Eran admirables tallistas y se distinguían por la riqueza del decorado y la fuerza de la ejecución.
- La de Lyon, notable por lo primoroso del trabajo y creadora de la butaca llamada confidente.
- La del Mediodía francés, hábil en la construcción de armarios arquitectónicos.
- La de Auvernia, cuyos artistas eran mejores escultores que dibujantes y crearon las sillas de alto respaldo.
- La de Toulouse, sobresaliente en el mobiliario religioso.[13]

El tránsito al siglo XVII, por comparación con la inventive ("inventiva") propia del periodo posterior, se ha interpretado como falto de originalidad y carácter "nacional", por la influencia del mobiliario italiano, flamenco o español.
El mobiliario español del Renacimiento tenía un estilo característico. El mudéjar era un tipo de decoración típicamente española, era el estilo preferido para decorar los populares arcones y los nuevos escritorios que se estaban poniendo de moda. La otra forma de ornamentación era una forma de decoración a base de incrustaciones de volutas de flores y hojas con pequeños jarrones a la manera clásica. Los relieves de hierro forjado y a veces de plata, sobre un fondo de terciopelo rojo, era otra característica ornamentación española. Muy característico fue el bargueño, un arcón con el frente abatible que cuando era abierto dejaba ver numerosos cajoncitos cuyos frentes tenían una decoración muy rica. El frente abatible se podía sostener sobre unos apoyos deslizantes y utilizarse como mesa de escribir. En los laterales tenía unas asas de hierro para facilitar su transporte. El bargueño se utilizaba con frecuencia como arcón en viaje para transportar pequeños objetos de valor y como pupitre móvil.
El Renacimiento llegó a Inglaterra más tarde que a los países cercanos a Italia. A Enrique VIII le agradaba que le considerasen un príncipe del Renacimiento y mecenas de las artes, atrajo a artistas continentales como Holbein o Girolamo de Treviso y contrató a muchos artesanos italianos y flamencos para que trabajaran en los palacios reales y los de cortesanos como Wolsey. Muchas casas del suroeste de Inglaterra fueron decoradas por artesanos flamencos. El mobiliario se importaba, y también se imitaba, a partir de obras gráficas como las de Hans Vredeman de Vries y Wendel Dietterlin.

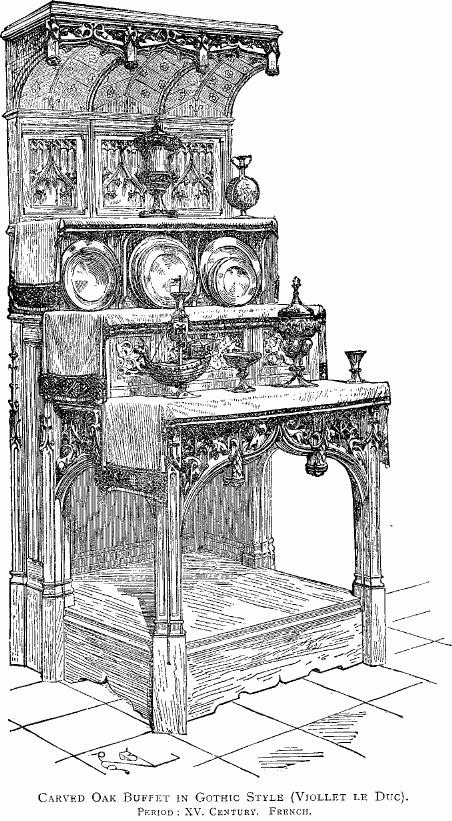
Dressoir francés del siglo XV (tardogótico).
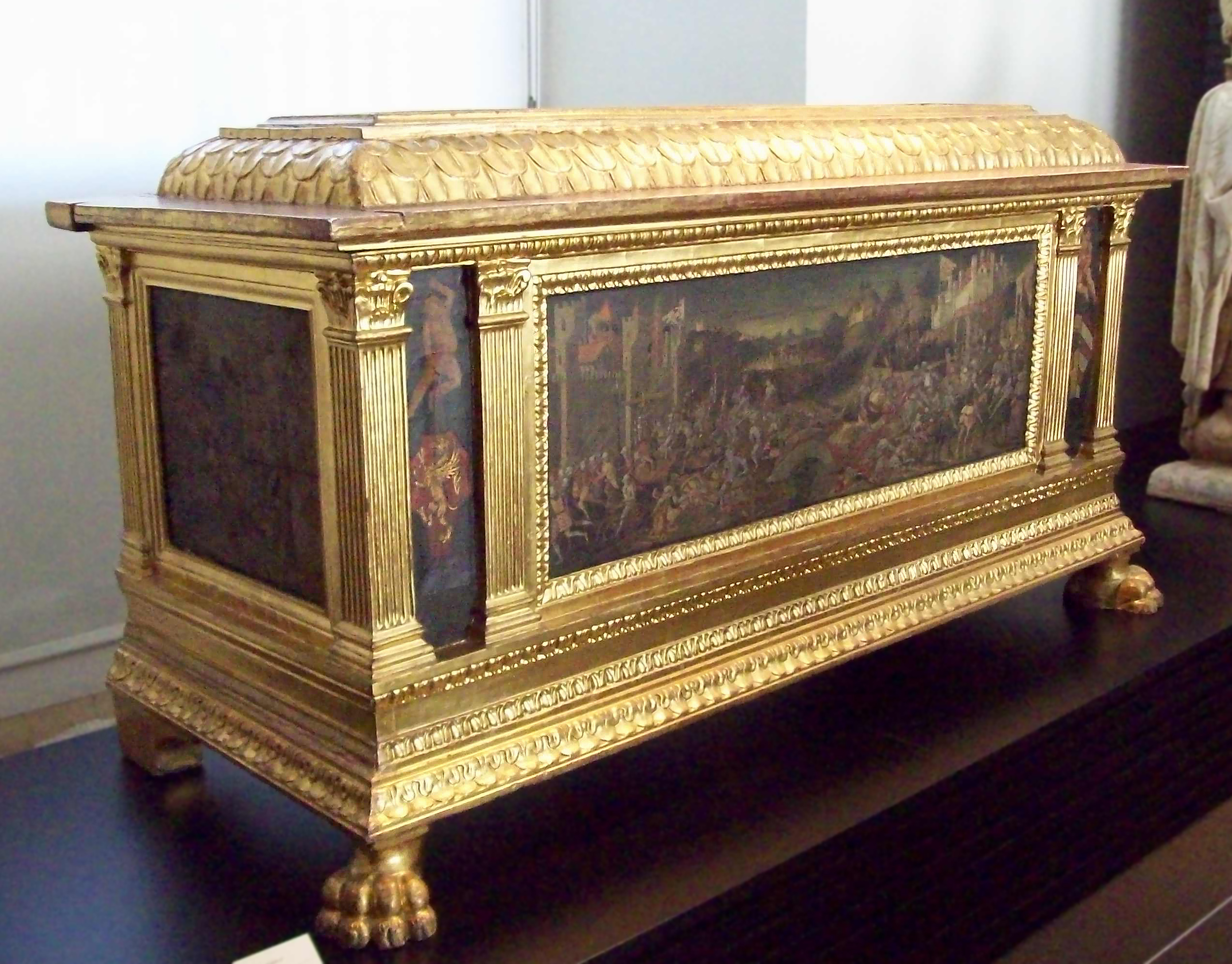
Cassone o Arca llamado "de la Batalla de Anghiari", italiano segunda mitad del siglo XV.
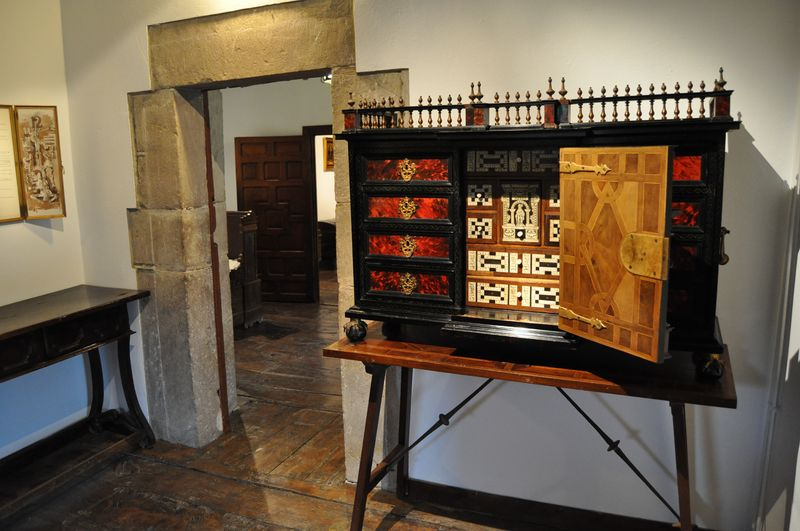
Bargueño de la Casona de Tudanca.
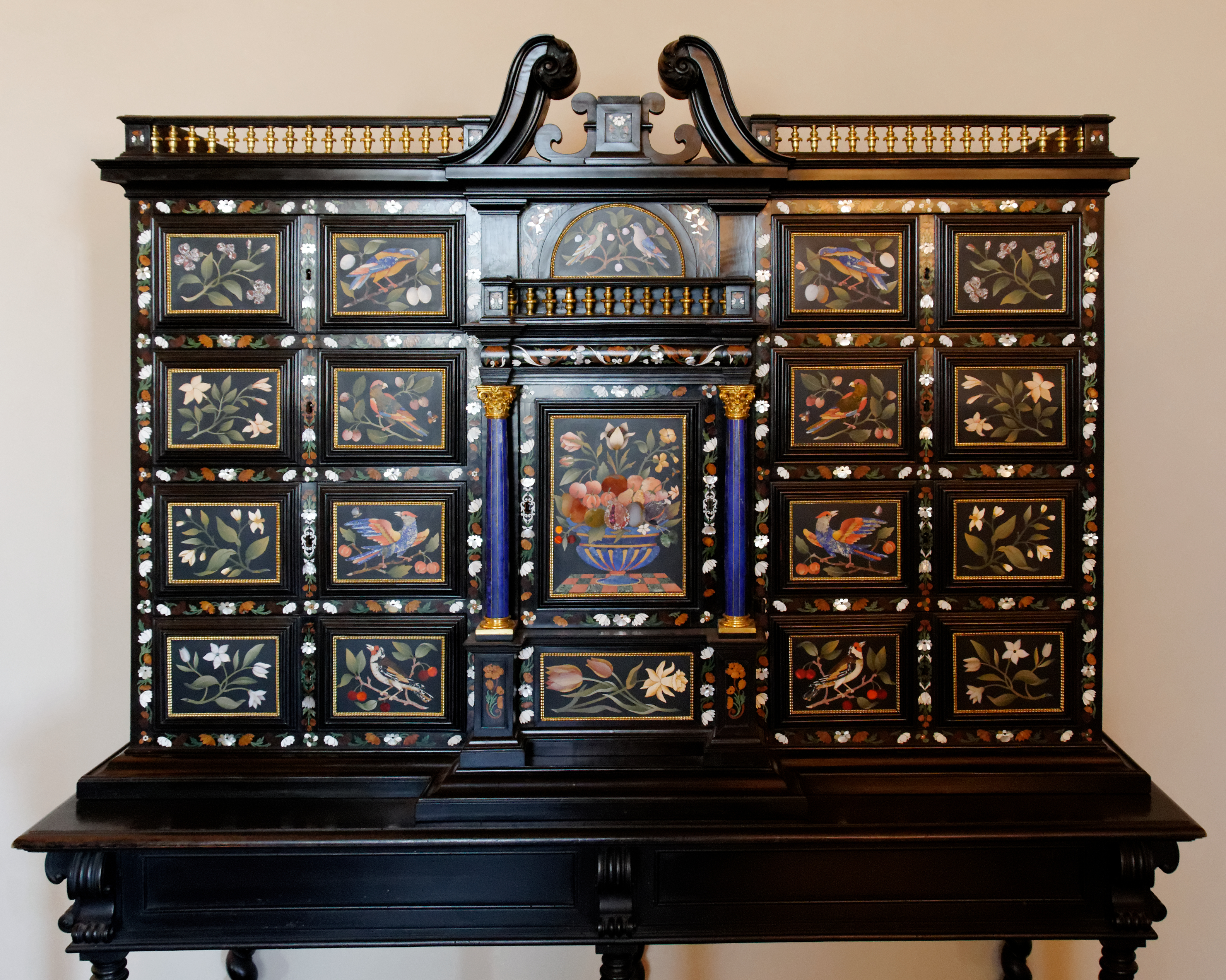
Cabinet en pietre dure, realizado por artesanos florentinos del taller del Gran Duque de Toscana siguiendo un diseño de Leonard van der Winne, 1560-1580.

### Barroco

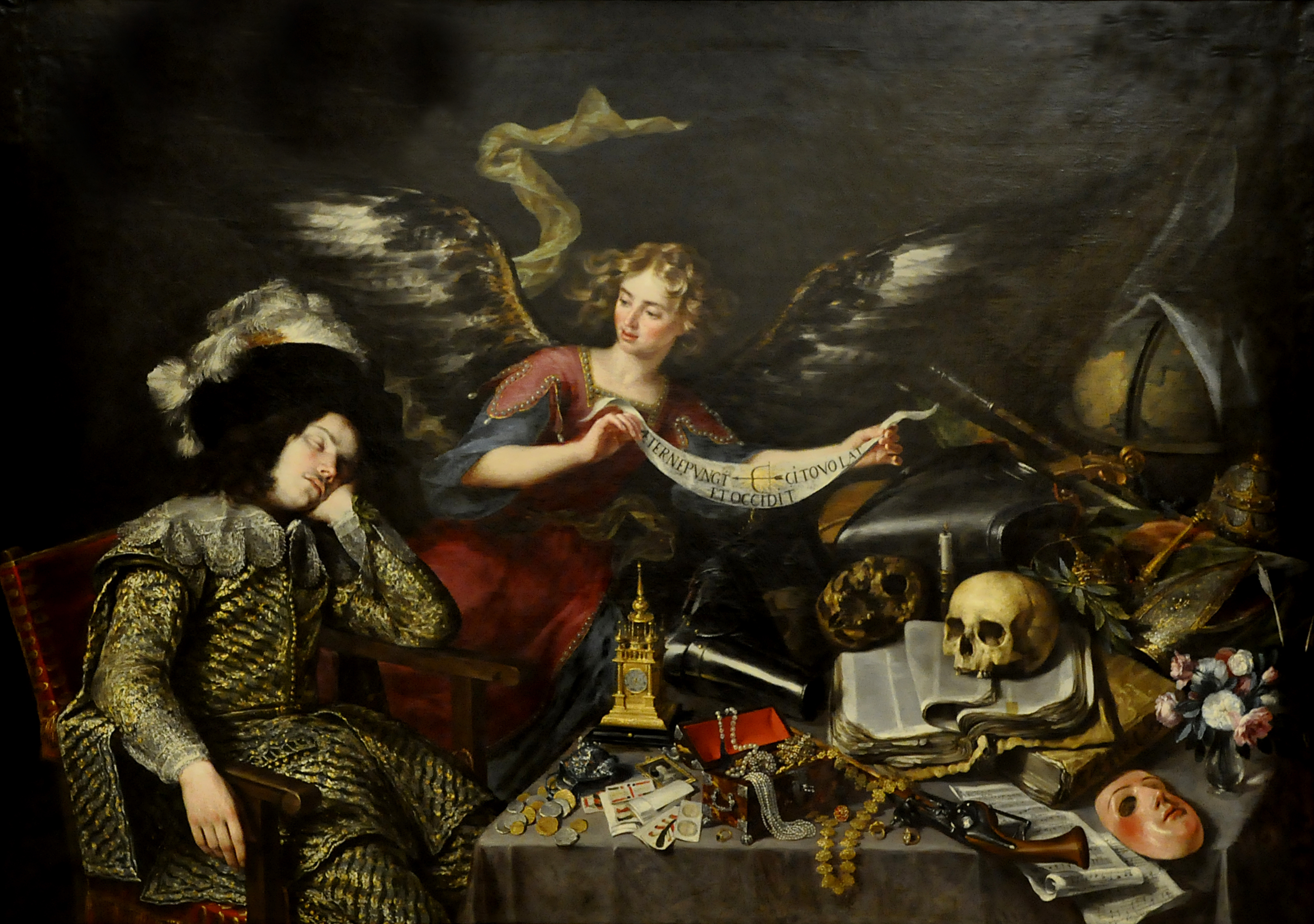
El sueño del caballero, de Antonio de Pereda, un pintor barroco español que representa un abigarrado conjunto de objetos sobre una mesa frente a un caballero dormido en una silla de la época.

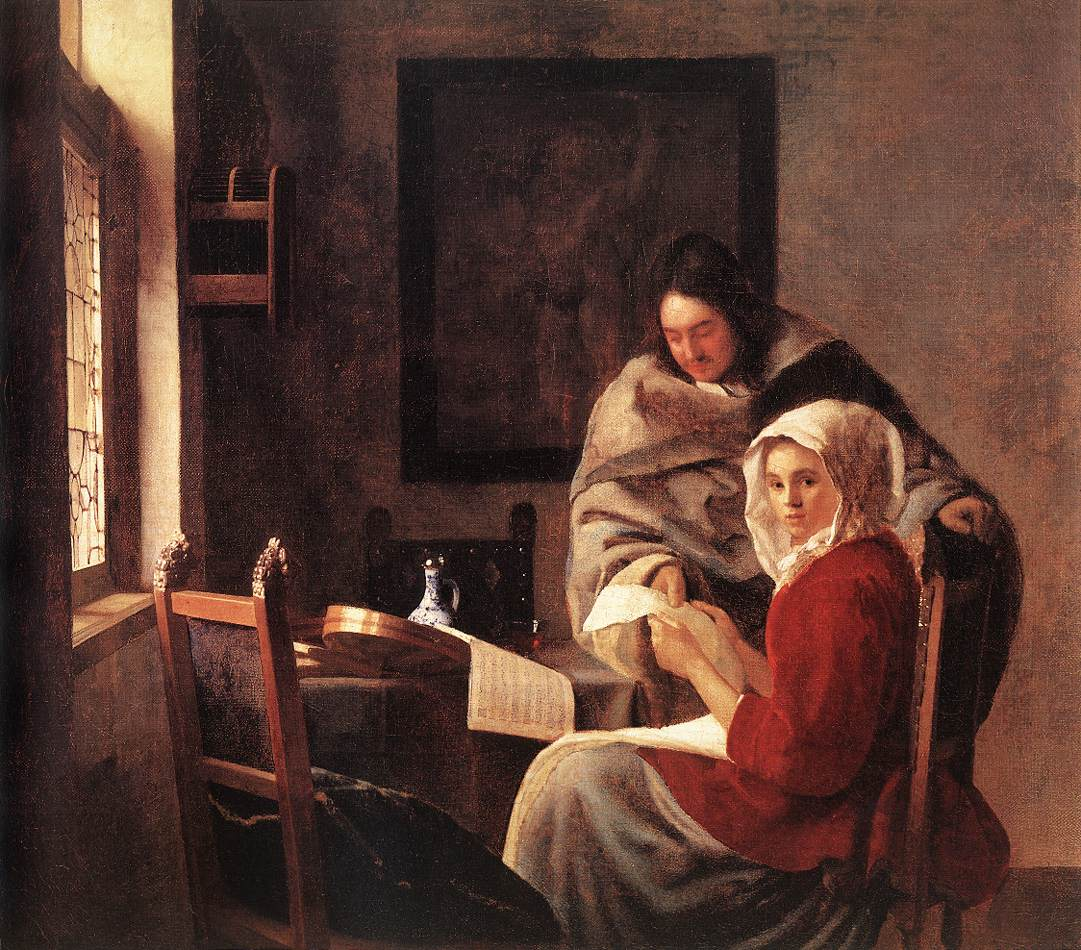
Joven interrumpida en su música, de Johannes Vermeer, un pintor barroco holandés que reprodujo muchas escenas en interiores de casas burguesas.

Para fabricar los muebles de madera maciza se emplean el roble y el nogal. Esculpidos o tallados, con un mayor relieve que permite el ébano, no pierden el aire frío y ponderado del mueble burgués característico del estilo. La curva y la recta se disputan la supremacía en ornamentación; que resulta más absoluta que en el renacimiento, pero los muebles también son más pesados. Como novedades técnicas, los ensamblajes se realizan en las caras libres del torneado, con la intención de que la unión sea lo más resistente y sólida. Se usan incrustaciones y taraceas y se utiliza el chapado en ébano, aplicando delgadas hojas de esta madera sobre un mueble macizo, que se tallan o graban una vez colocadas. Esta técnica da un aspecto geométrico de gran severidad y rigidez, intensificadas por su color negro, y obliga a suprimir las superficies curvas. Se incorporan soportes torneados y gran cantidad de adornos de débil relieve.

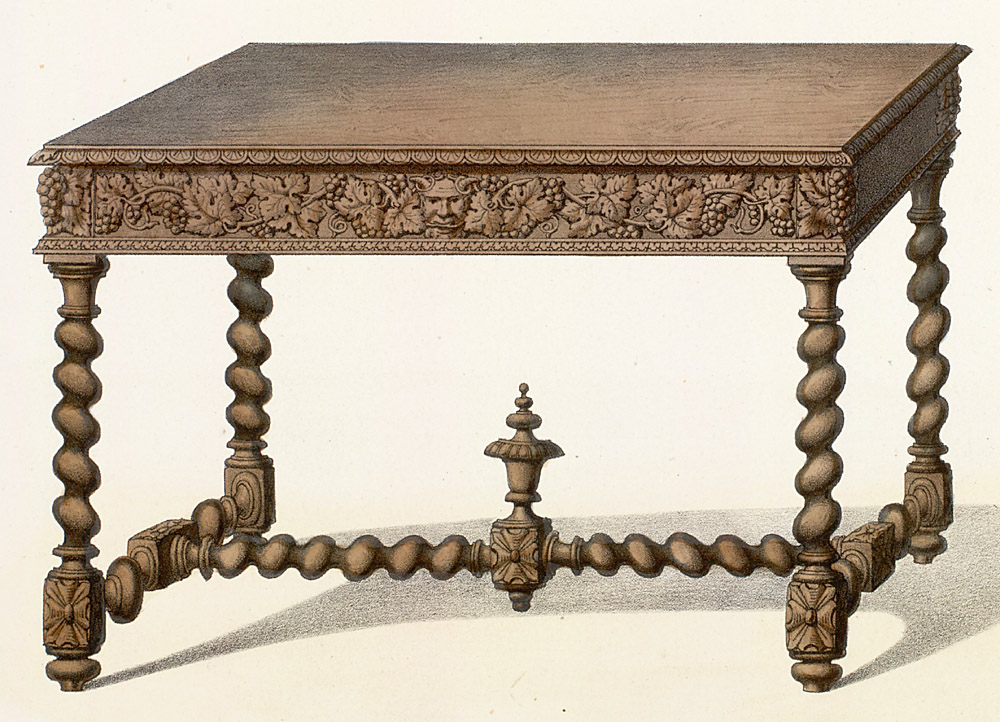
Mesa "Luis XIII".
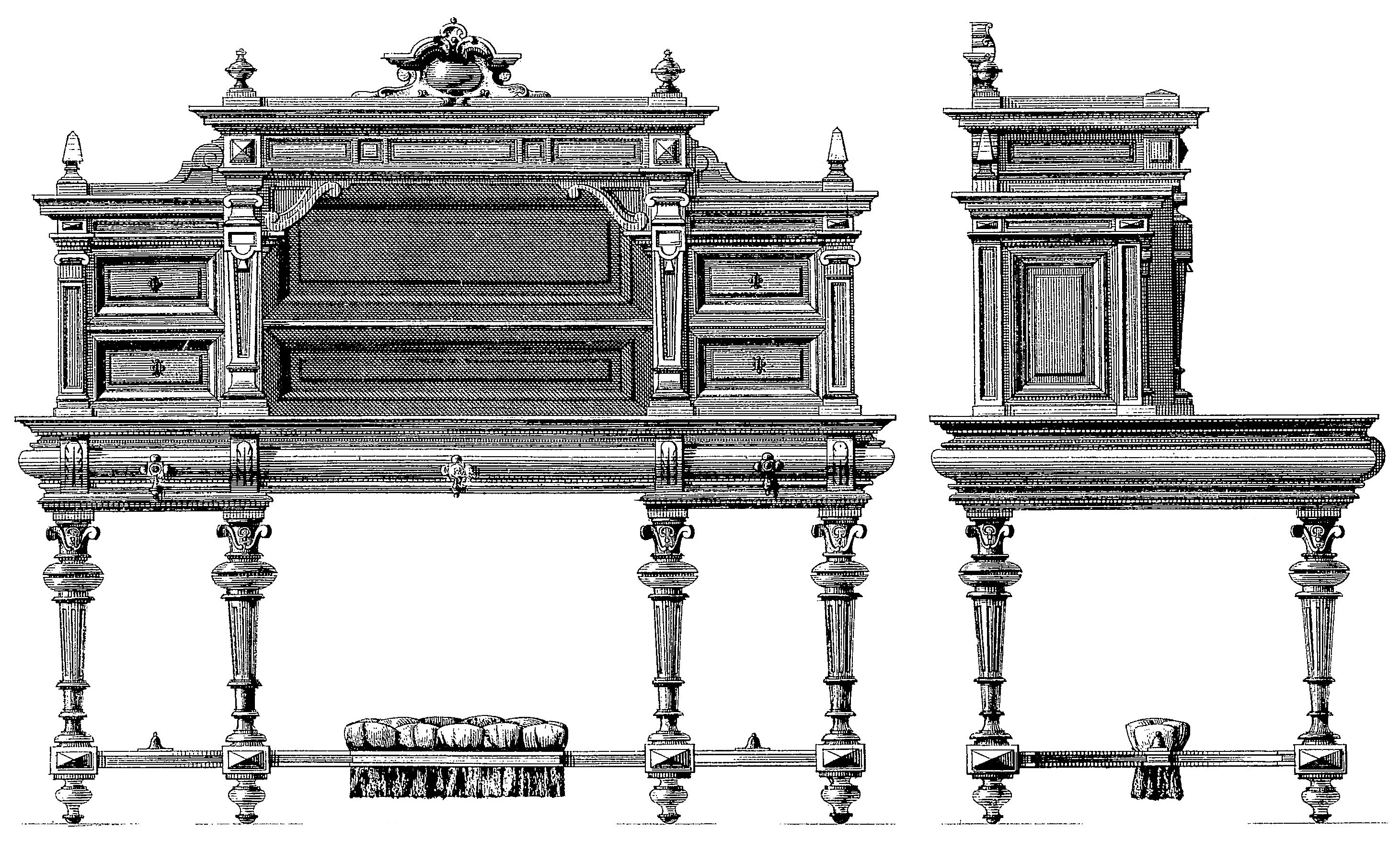
Secreter[15] "Luis XIII".
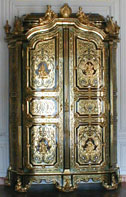
Armario Boulle.
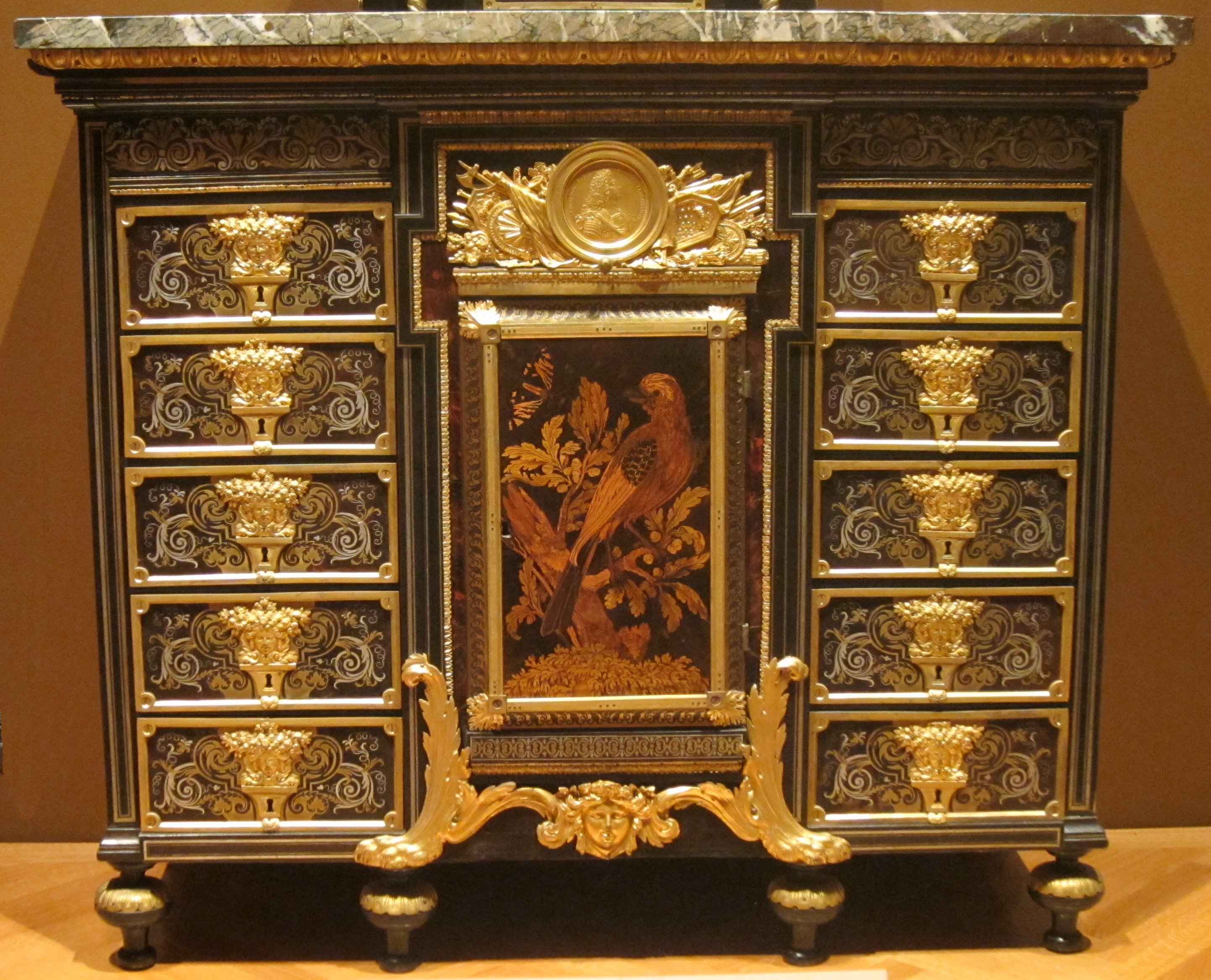
Cabinet ca. 1690.
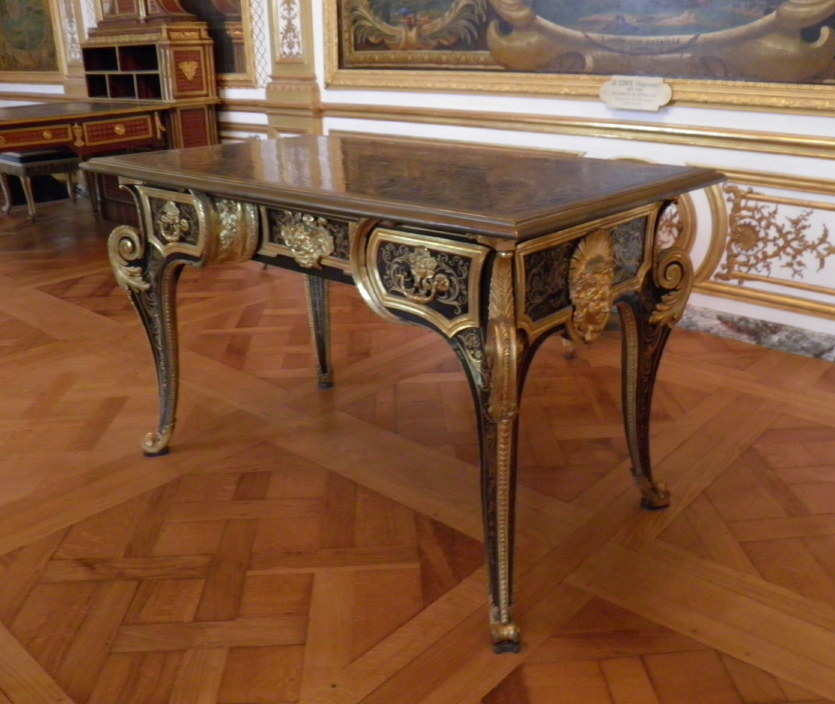
Mesa Boulle.
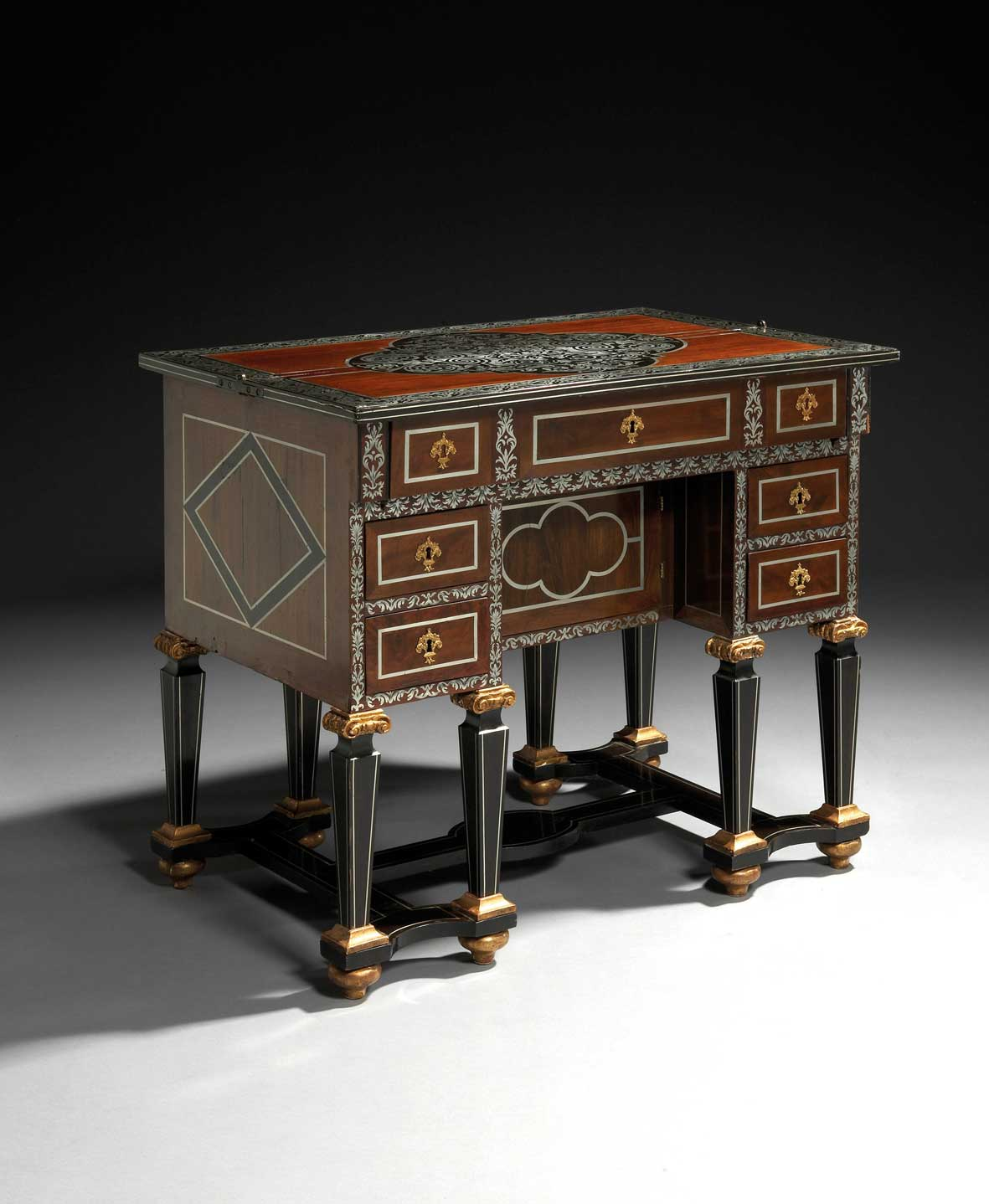
Bureau Mazarin.
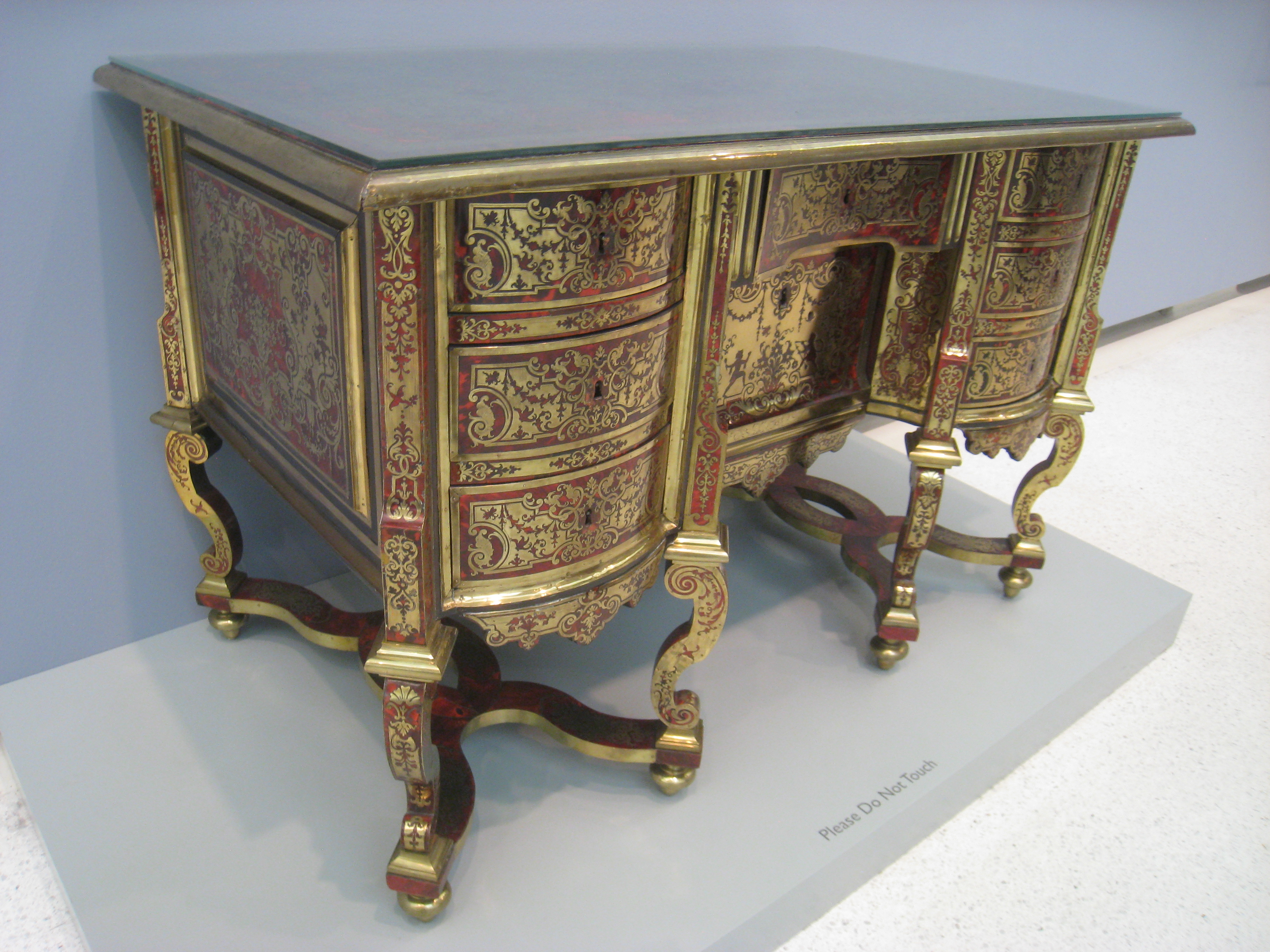
Bureau Mazarin, c. 1690-1700.
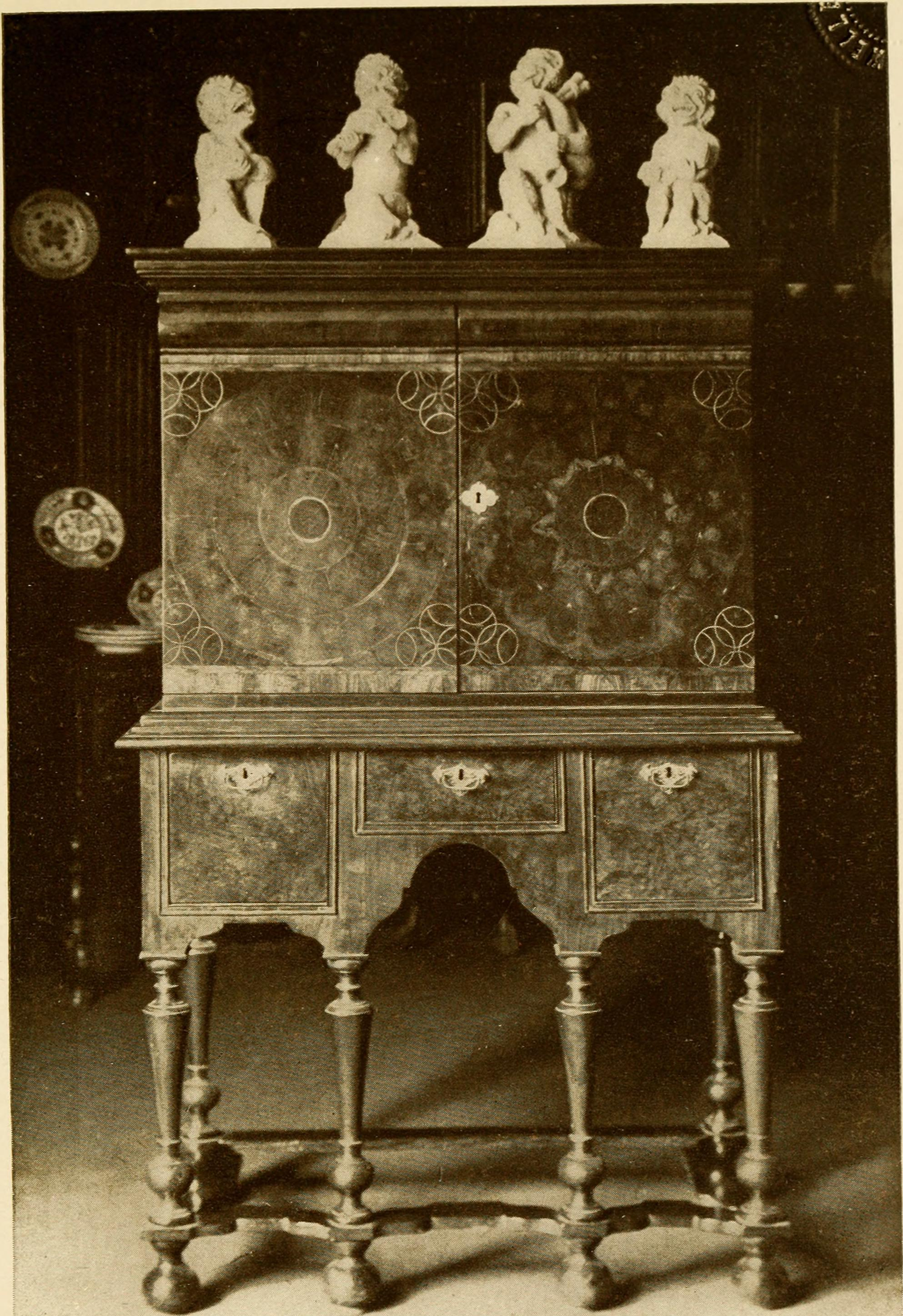
Gabinete estilo Guillermo y María.

### Rococó

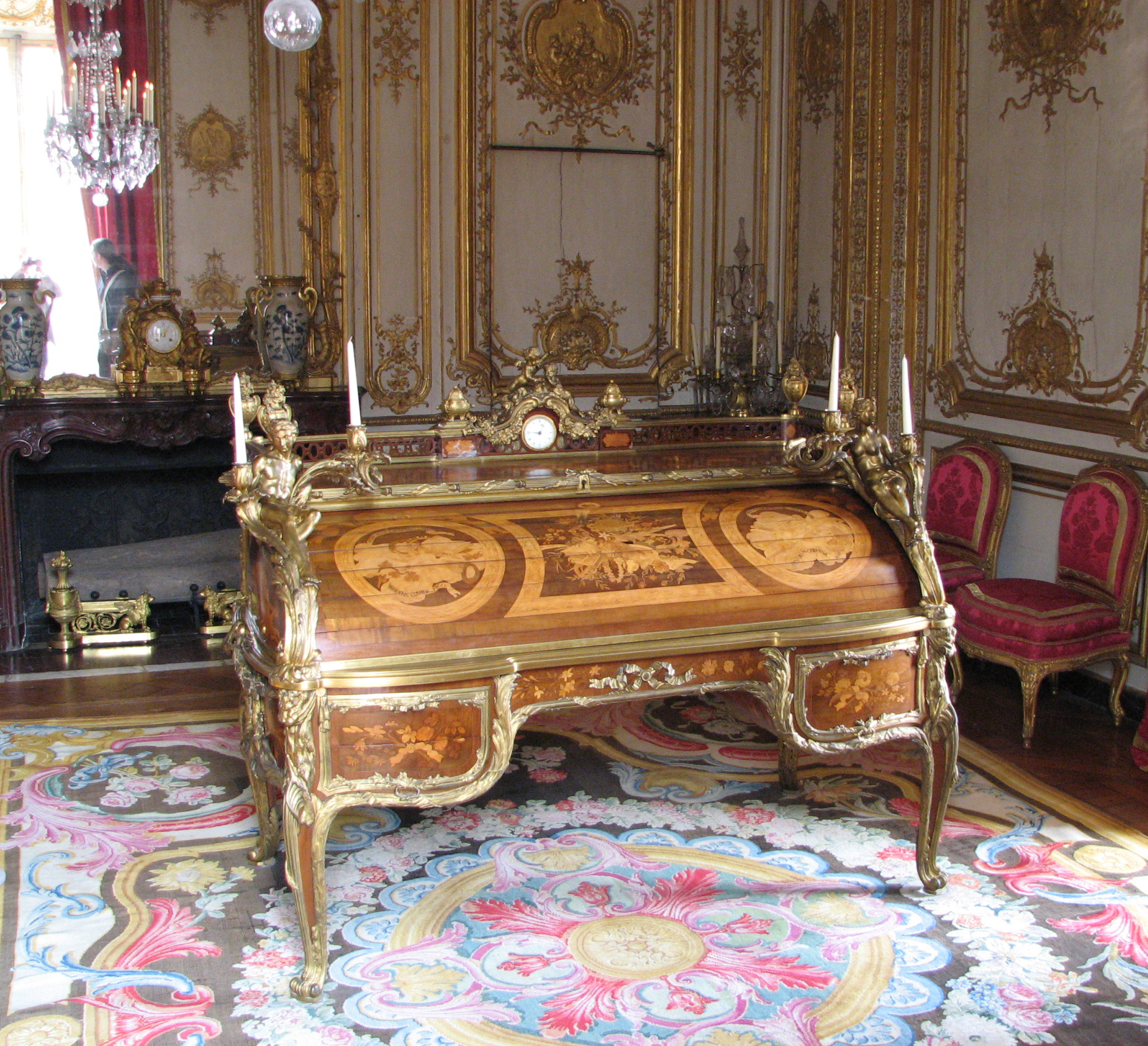
Bureau du Roi Luis XV, en Versalles, un boureau à cylindre ("secretario a cilindro", o sea, un bureau o escritorio con tapa de persiana), el mueble más elegante y elaborado del estilo.

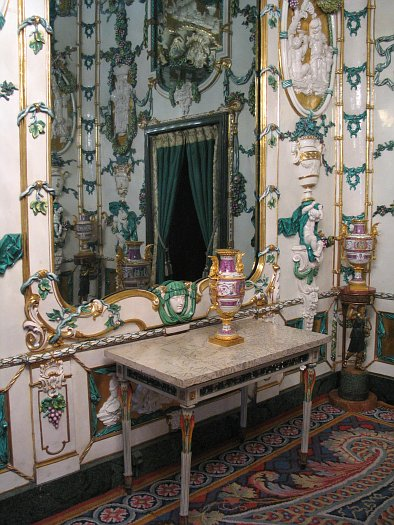
Saleta de Porcelana del Palacio Real de Madrid.

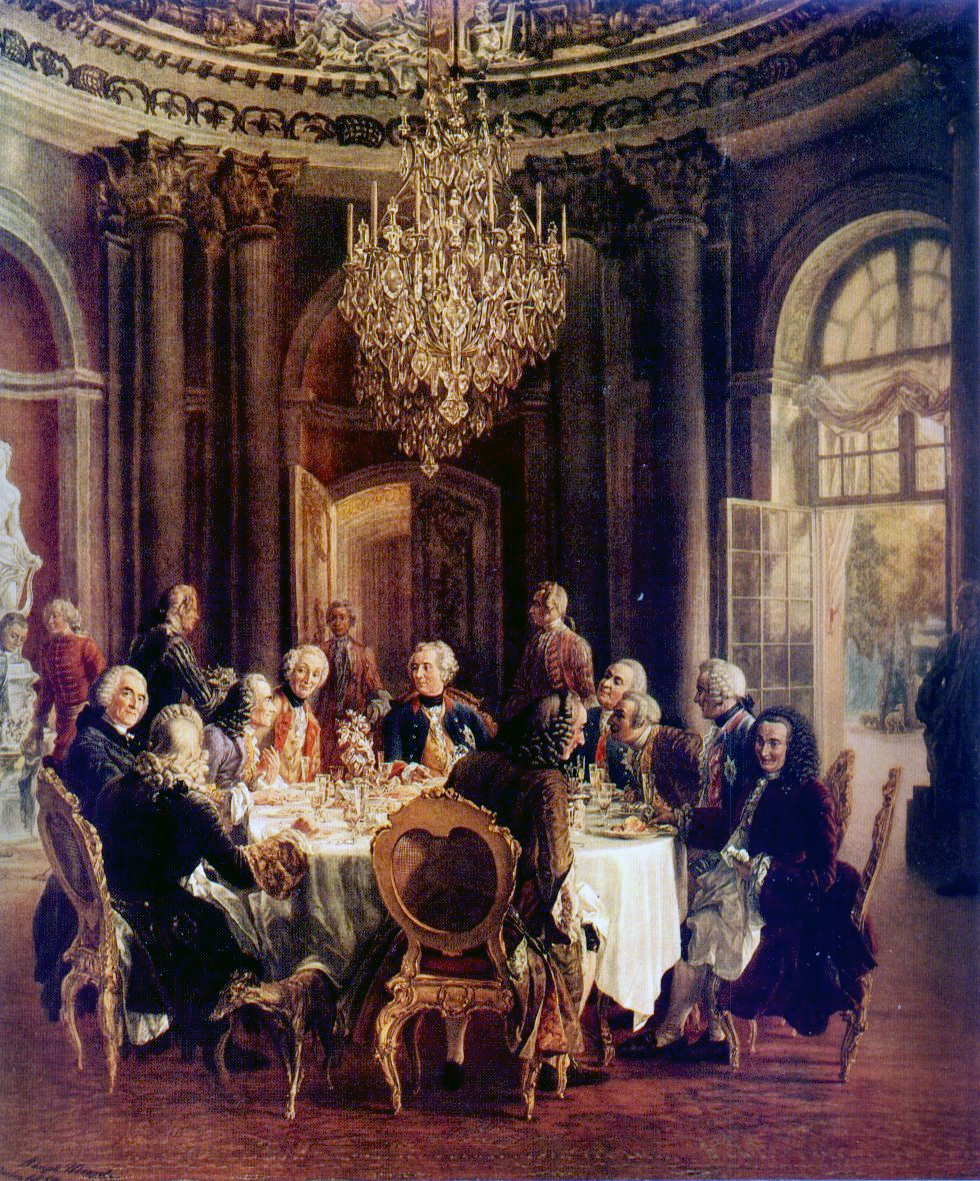
Recreación pictórica de una comida del rey Federico II de Prusia con sus amigos philosophes, entre ellos Voltaire, a mediados del.

La denominación "Rococó", de etimología debatida, se asocia a la rocaille y las coquilles, dos formas decorativas que se encuentran entre las más significativas de esta época. Los motivos ornamentales eran alegres y airosos, de múltiples orígenes (arabescos, grutescos, chinoiseries, vegetales -flores, ramas, hojas-, etc.) La marquetería pictórica añadió a los temas habituales de periodos anteriores todo tipo de motivos, por ejemplo instrumentos musicales y partituras. Algunas piezas se pintaban con fêtes galantes al estilo de Boucher y Watteau, utilizando el vernis Martin, un barniz especial que, mediante múltiples capas de distintos colores (hasta cuarenta) conseguía un lacado brillante. Se copiaban las formas del empapelado de las paredes en las tapicerías de sillas y sofás, caracterizados por su comodidad, uniformidad, elegancia y asimetría. Las líneas curvas y las molduras a base de guirnalda caracterizaban las obras de ebanistería. La forma serpentinata evolucionó hacia la bombe, la curva se prolonga hacia las patas, que son más largas y se remarcan con molduras (Cressent). Se introdujeron nuevas técnicas por los marchands-merciers messoniers u ornemanistes, como los hermanos Slodtz y los Pineau. Los diseñadores más destacados fueron Jean Berain (aunque pertenece a la época de Luis XIV, se le considera precursor del Rococó), André-Charles Boulle (en las últimas décadas del XVII y las primeras décadas del XVIII, introdujo mejoras en el mobiliario, fue un gran ebanista), Charles Cressent (discípulo de Boulle, pasó a ser el más importante de los ebanistas de su época; hizo el mobiliario para Luis XV en el Palais Royal), Gilles-Marie Oppenordt (diseñó el interior del Palais Royal) y Antoine Gaudreau.
Abundan las molduras de bronce dorado. Las maderas más utilizadas, ricas y de muchos colores, fueron las de arce, palisandro, cerezo, tulipero y acebo. Se introduce el mueble de rinconera o encoignure, tan decorada como las cómodas, y que se adquirían generalmente por parejas, formando pendant. Los muebles más destacados de esta época fueron:
- El ancho table bureau o bureau plat,[23] escritorio con tres cajones poco profundos, enchapados y con primorosos apliques. Este mueble sustituyó al buffet (aparador) de ocho patas.
- El fauteuil en cabriolet, un sillón tapizado con respaldo en forma cóncava, con brazos almohadillados curvados hacia delante para acomodar los vestidos ahuecados de la época.
- El bergere (traducible como poltrona), un sillón ancho, bajo y confortable de agradables proporciones y ropaje, su respaldo y laterales eran acabados con tapicerías o cañas, y el asiento tenía un gran cojín suelto.
- El fauteuil a coiffer, diseñado para darle uso en la época mientras peinaban a las personas. Su travesaño superior del respaldo era curvado hacia abajo en el centro, para que el peluquero pudiese alcanzar el pelo con facilidad, a la vez que el cliente descansaba cómodamente.
- Para los juegos de mesa se elaboró la bergere bóguese, la parte superior de su respaldo era almohadillado, mientras alguien estaba sentado jugando, el espectador podía apoyarse en el respaldo.
- La vogelle, era similar a la silla inglesa de biblioteca, el espectador se sentaba a horcajadas en el asiento, de cara al respaldo y apoyando los codos en la parte superior del mismo.
- La marquise, vis-à-vis, tête-a-tête, canapé à joue, canapé à confidants o simplemente confident[24] ("marquesa", "cara a cara" o "confidente"), un sofá ancho y profundo en forma de S para dos personas (hay incluso versiones más complejas para tres), que al sentarse quedan en posición de hablarse al oído. Se difundió especialmente en la era Victoriana, cuando fue denominado, en inglés, courting bench, kissing bench o conversation bench ("banco de cortejo", "de beso" o "de conversación").[25]
- La chaise longue estaba constituida por dos o tres partes tapizadas, el extremo de la cabeza tenía el respaldo y los laterales, la segunda parte era un taburete bajo la misma altura que la tercera parte que constituía el pie.
- Sofás ottomanes, para los tocadores orientales.
- La lit à la turque, tumbona baja con los extremos en forma de rollizo y un dosel.
- Paphose, sofá de tocador, con asiento en forma de riñón.
- La sultana, sofá con los dos extremos arrollados.
- La tradicional cama con dosel, también muy popular la lit à la polonaisse, que se colocaba con un lado contra la pared y un dosel encima, o de lado en una alcoba que sustituía al dosel.

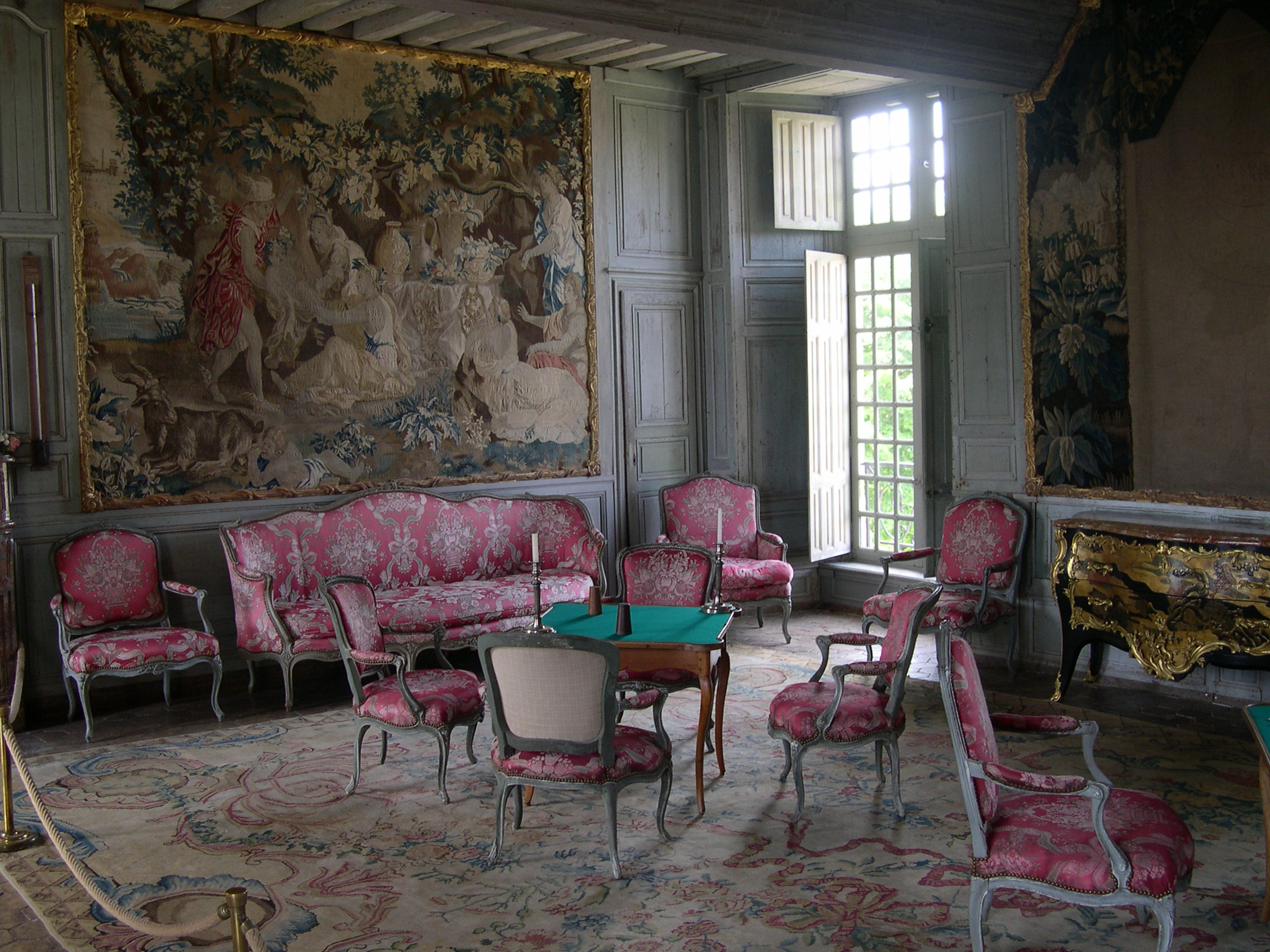
Chateau de Talcy
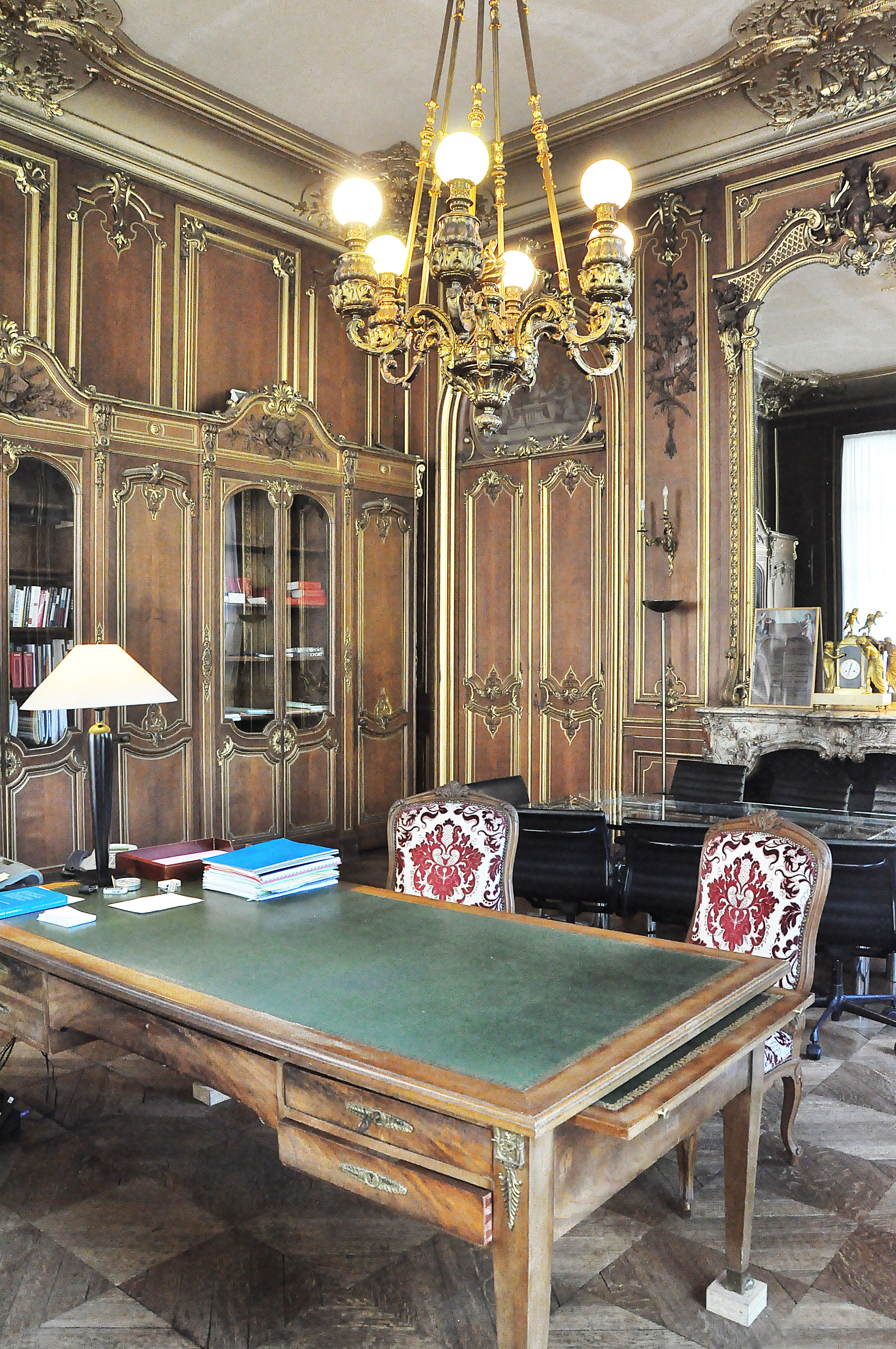
Bureau Danton del Hôtel de Bourvallais.
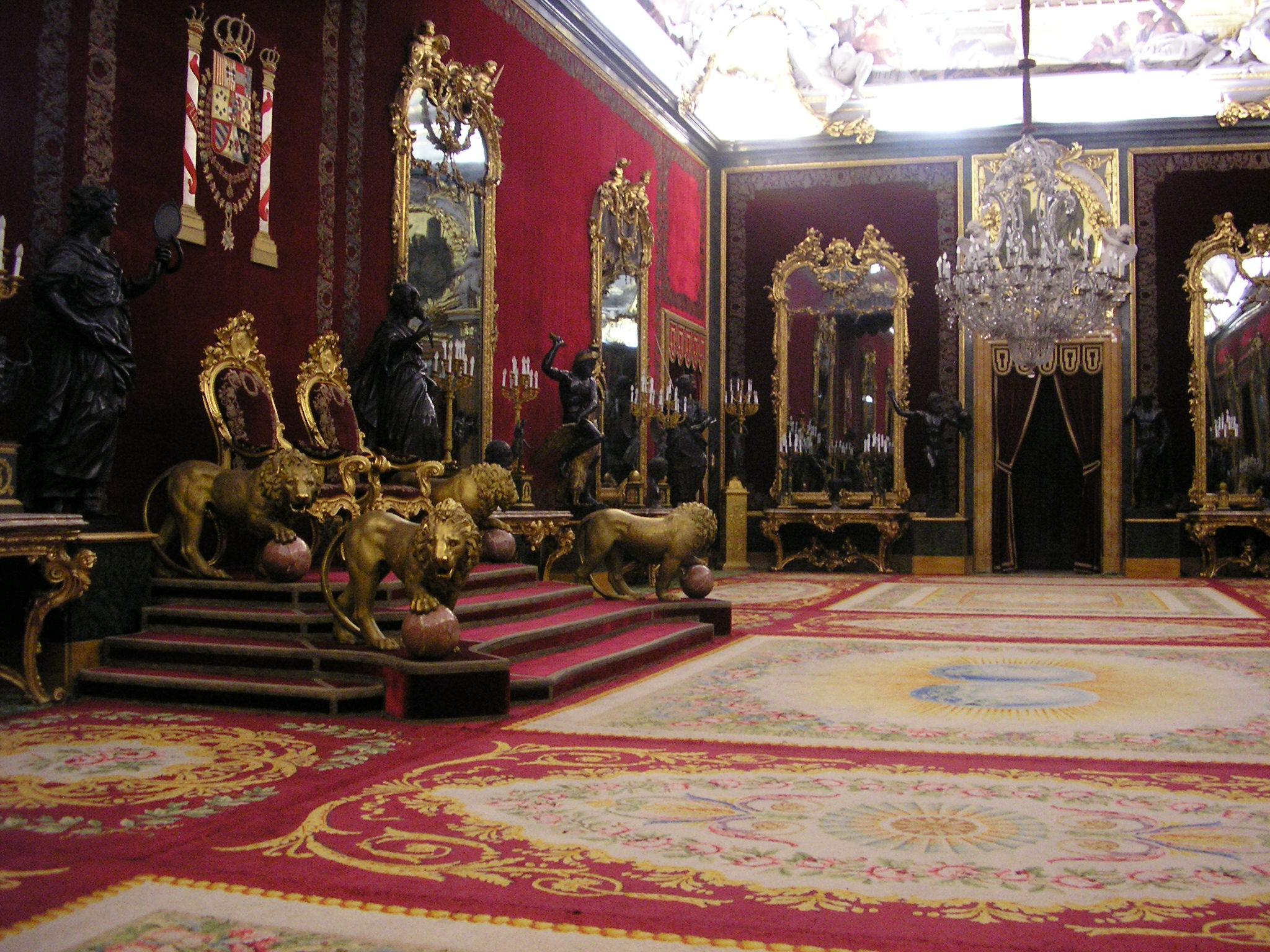
Salón del Trono del Palacio Real de Madrid.
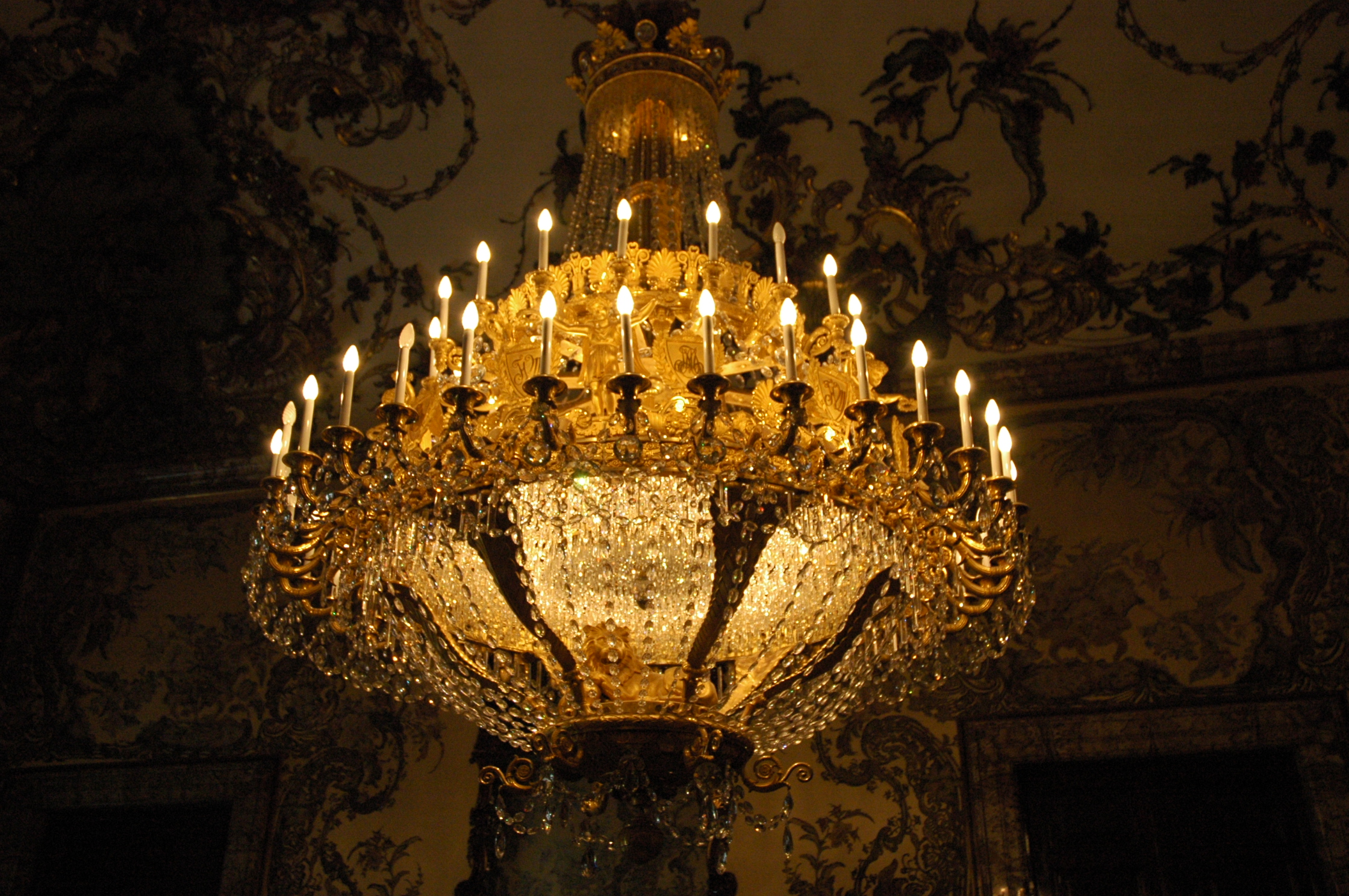
Salón de Gasparini del Palacio Real de Madrid.
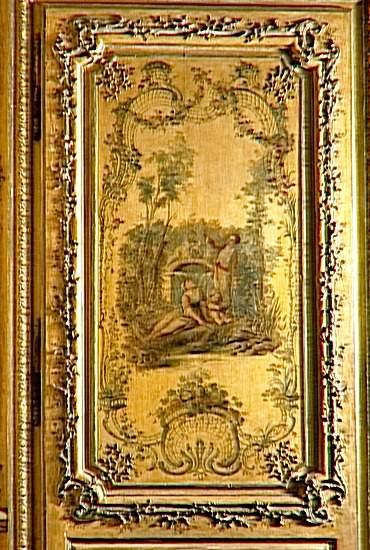
Boiseries de un arrière cabinet en vernis Martin.

## Edad Contemporánea

### Neoclasicismo e historicismos

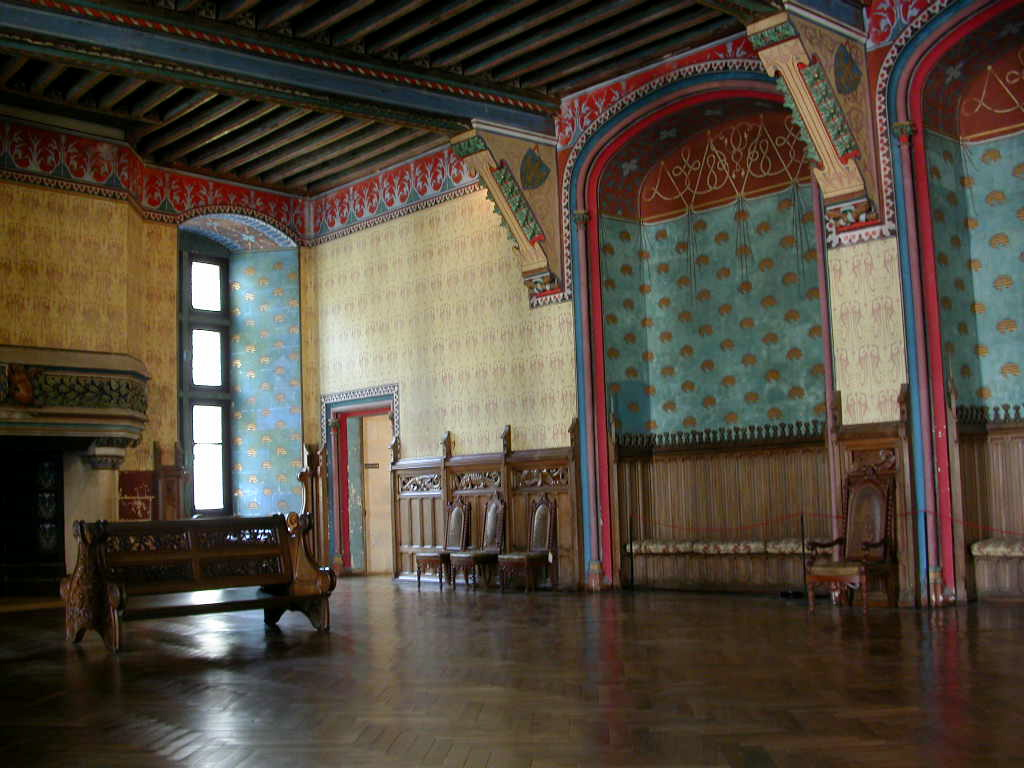
Habitación del castillo de Pierrefonds, reconstruido con criterios neogóticos por Viollet-le-Duc para Napoleón III.

El descubrimiento de las ruinas de Pompeya (1748) en el entorno intelectual y artístico del Neoclasicismo, desencadenó una verdadera moda arqueológica que tuvo su repercusión en el mueble. El academicismo, triunfante en las nacientes disciplinas de la crítica e historia del arte, dominó las instituciones desde mediados del siglo XVIII hasta la primera mitad del siglo XX. Durante el siglo XIX se desarrollaron historicismos de todos los ámbitos, incluyendo el medievalismo de inspiración romántica.

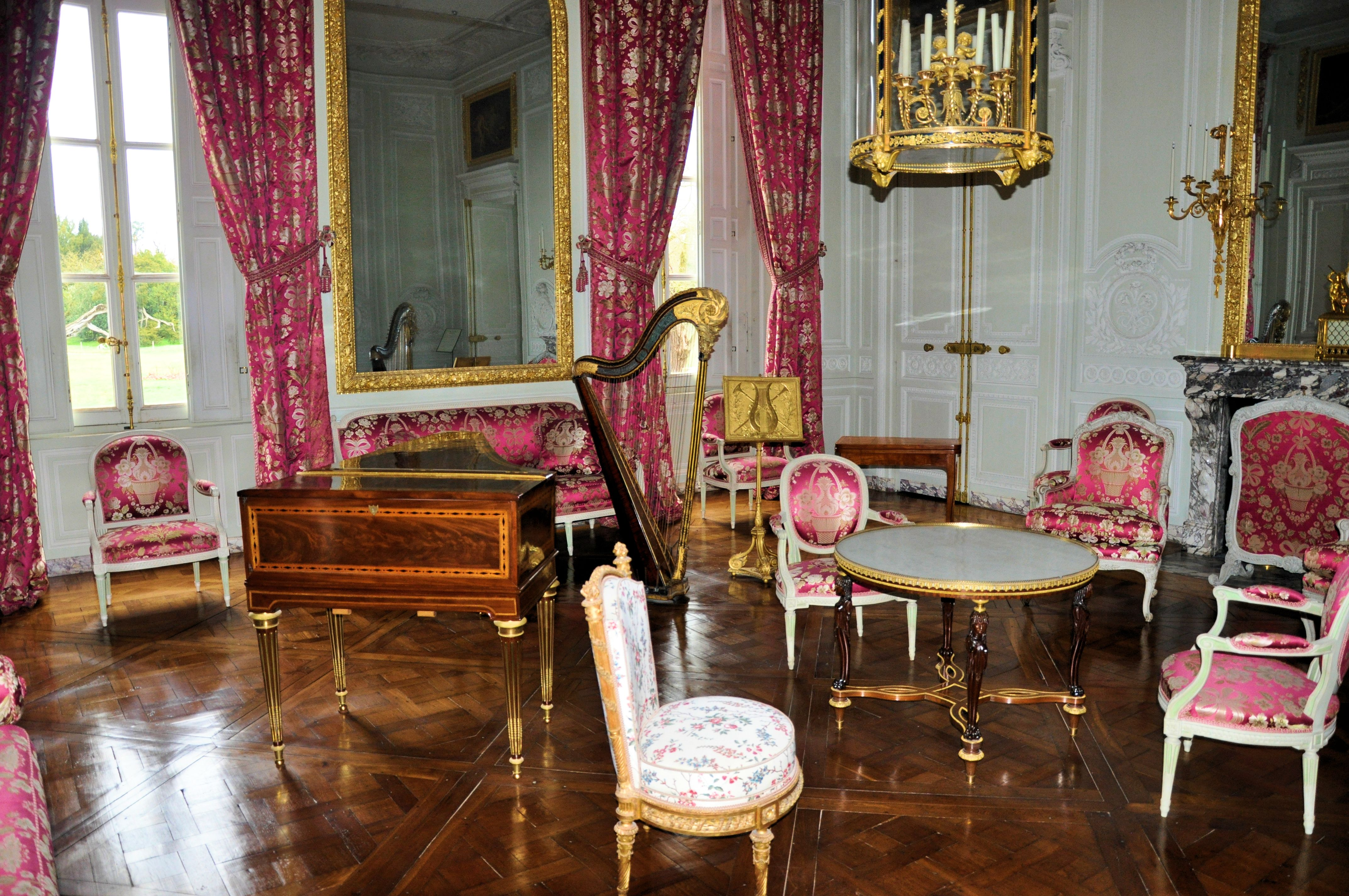
Salón de compañía en el Pequeño Trianón.
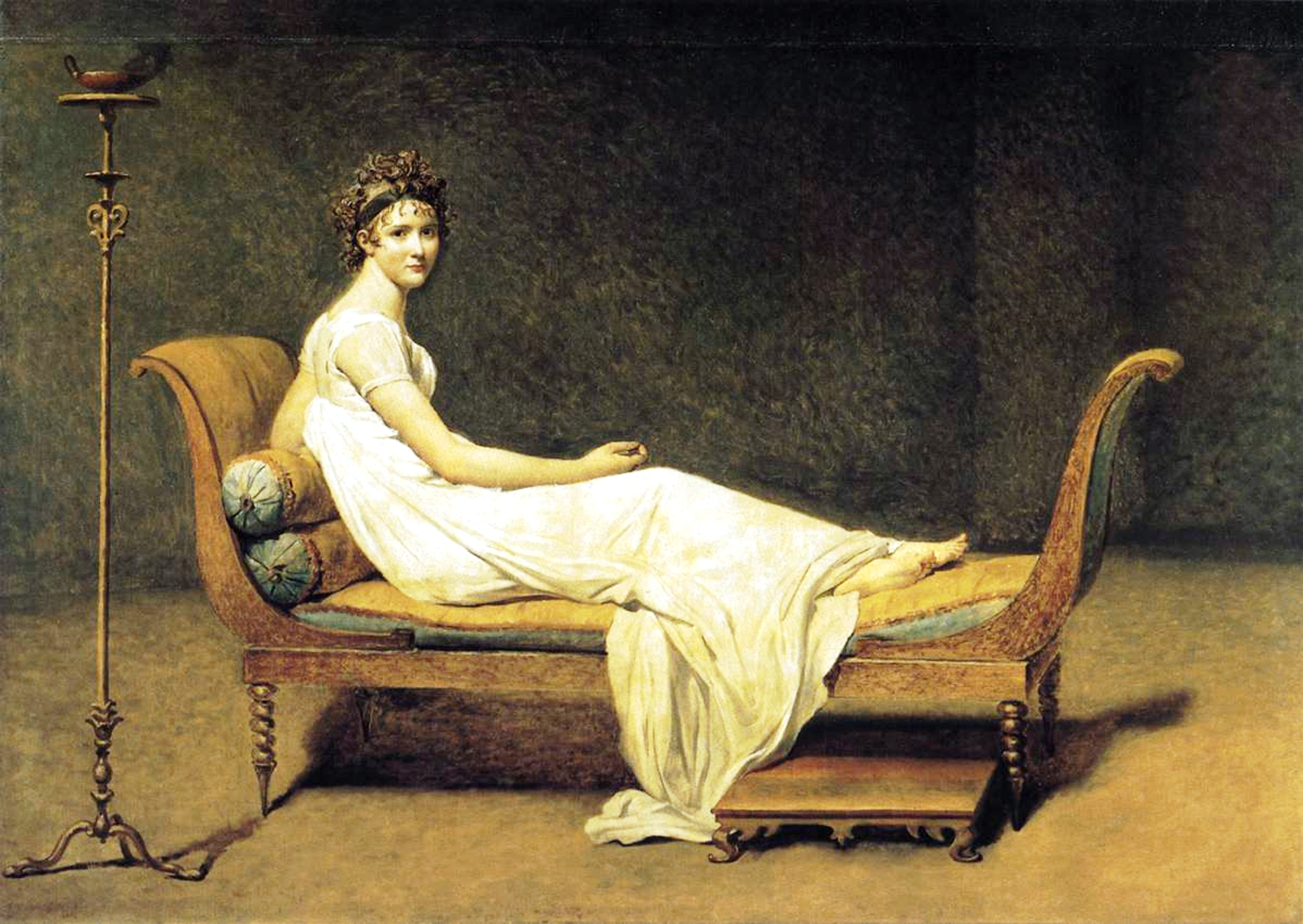
Madame Récamier.
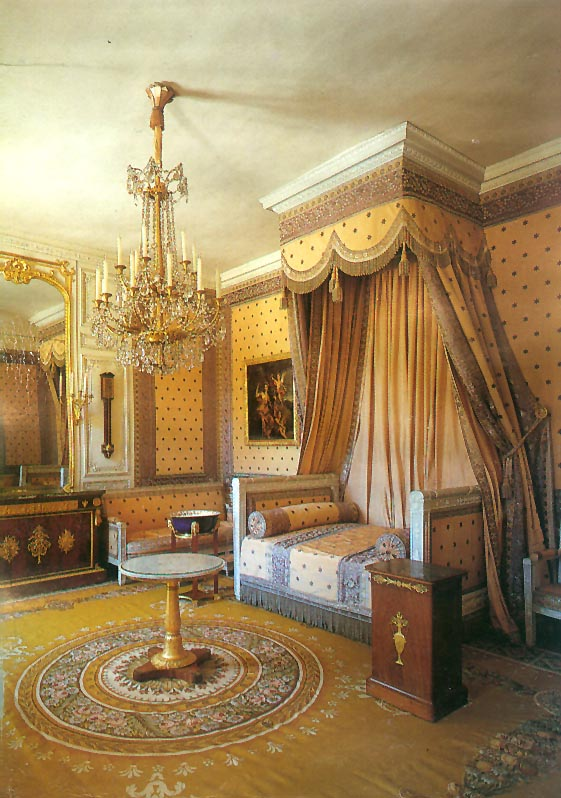
Dormitorio de Napoleón Bonaparte.

La Vicaría, de Mariano Fortuny (1870), una pintura ambientada en un entorno casticista español, con muebles de uso intemporal y aspecto deliberadamente arcaico.

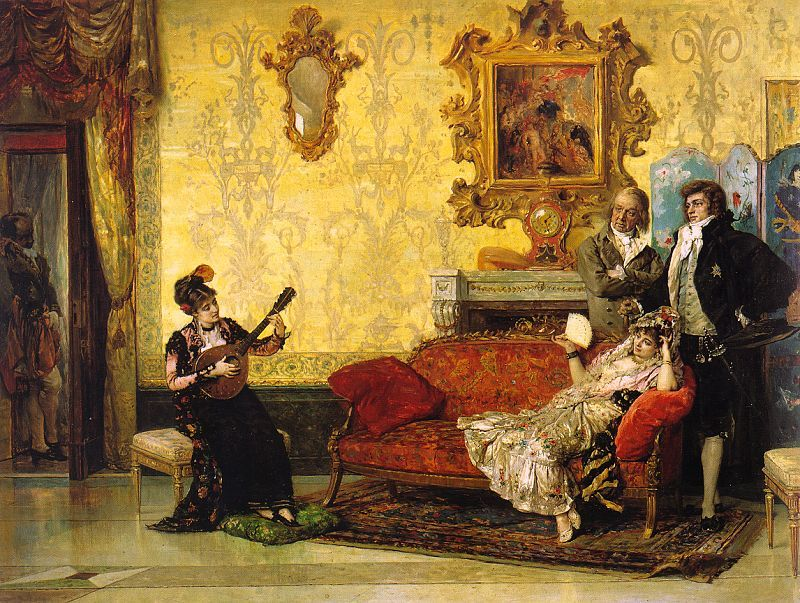
El Concierto, de Vicente Palmaroli (1880), con un concepto similar, pero una estética completamente opuesta.

### Industrialización y reacción frente a ella

El dormitorio en Arles, de Van Gogh (1888), con muebles pobres, propios de un artista bohemio.

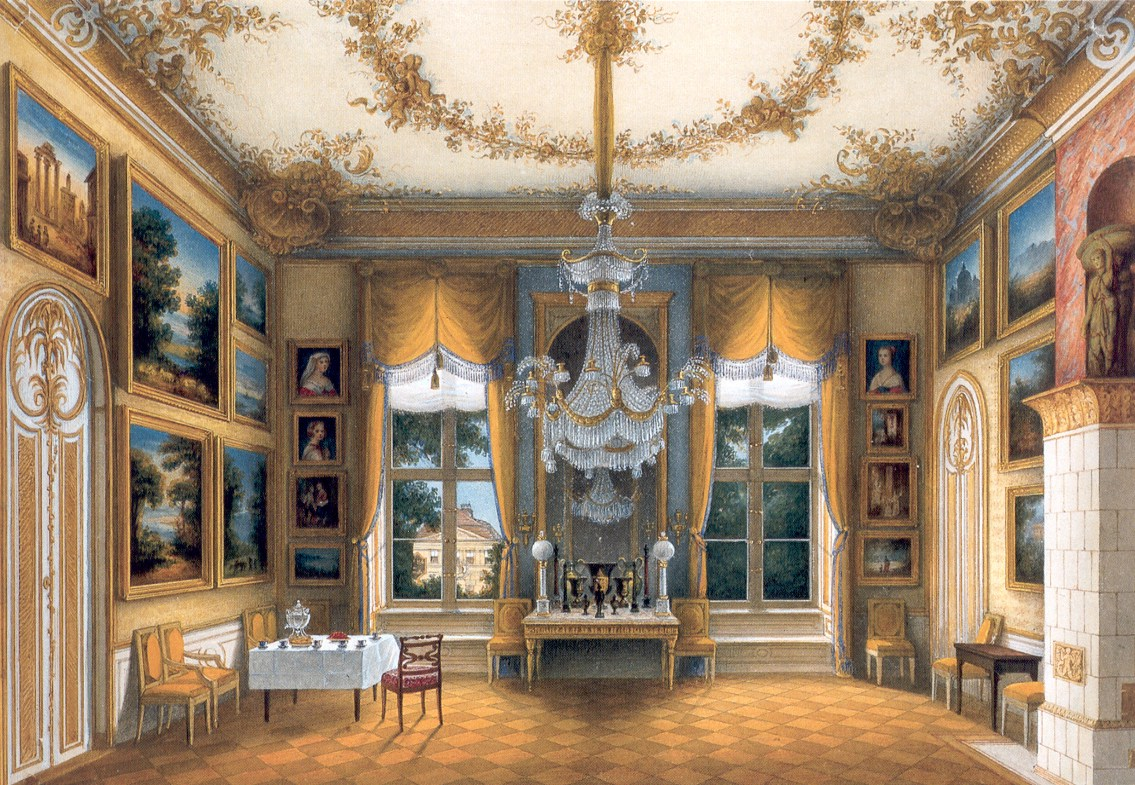
Salón amarillo de la Reina Luisa en el Palacio de Potsdam, representado por Friedrich Wilhelm Klose (1840), con muebles propios de la más alta sociedad.

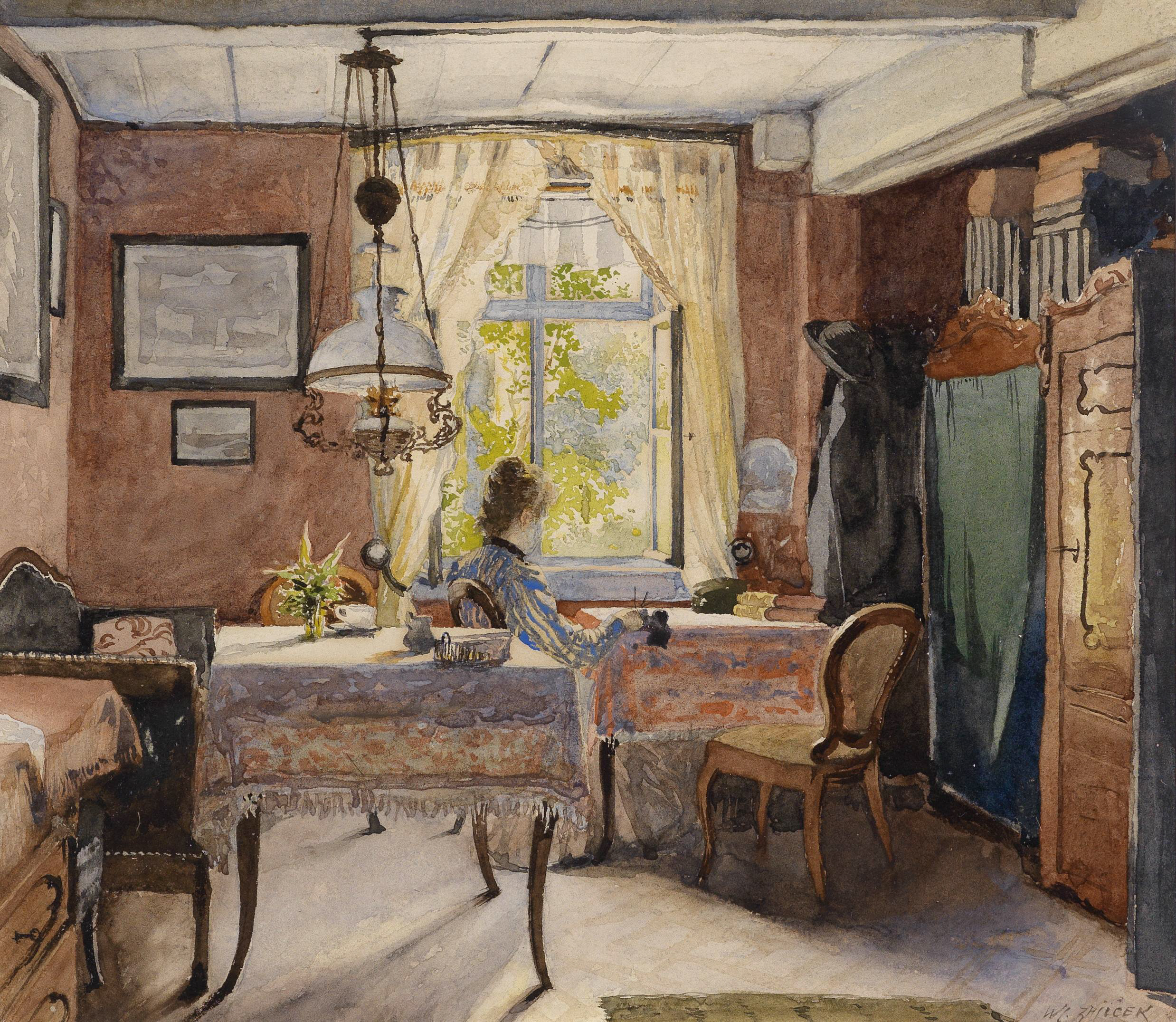
Interior, de Carl Wenzel Zajicek (1923), con muebles propios de la clase media.

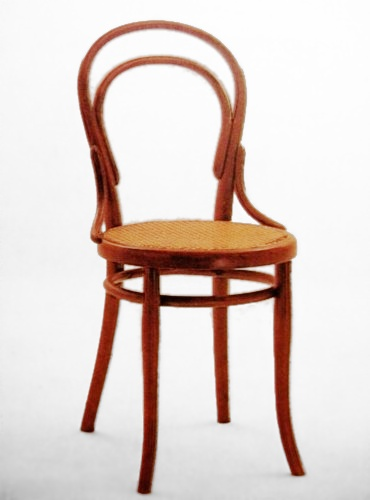
Silla Número 14, Kaffeehausstuhl o silla bistro, de Michael Thonet (1859). Su empresa de mobiliario, Gebrüder Thonet, se fundó en Viena en 1849 y se fusionó con Mundus AG en 1922.
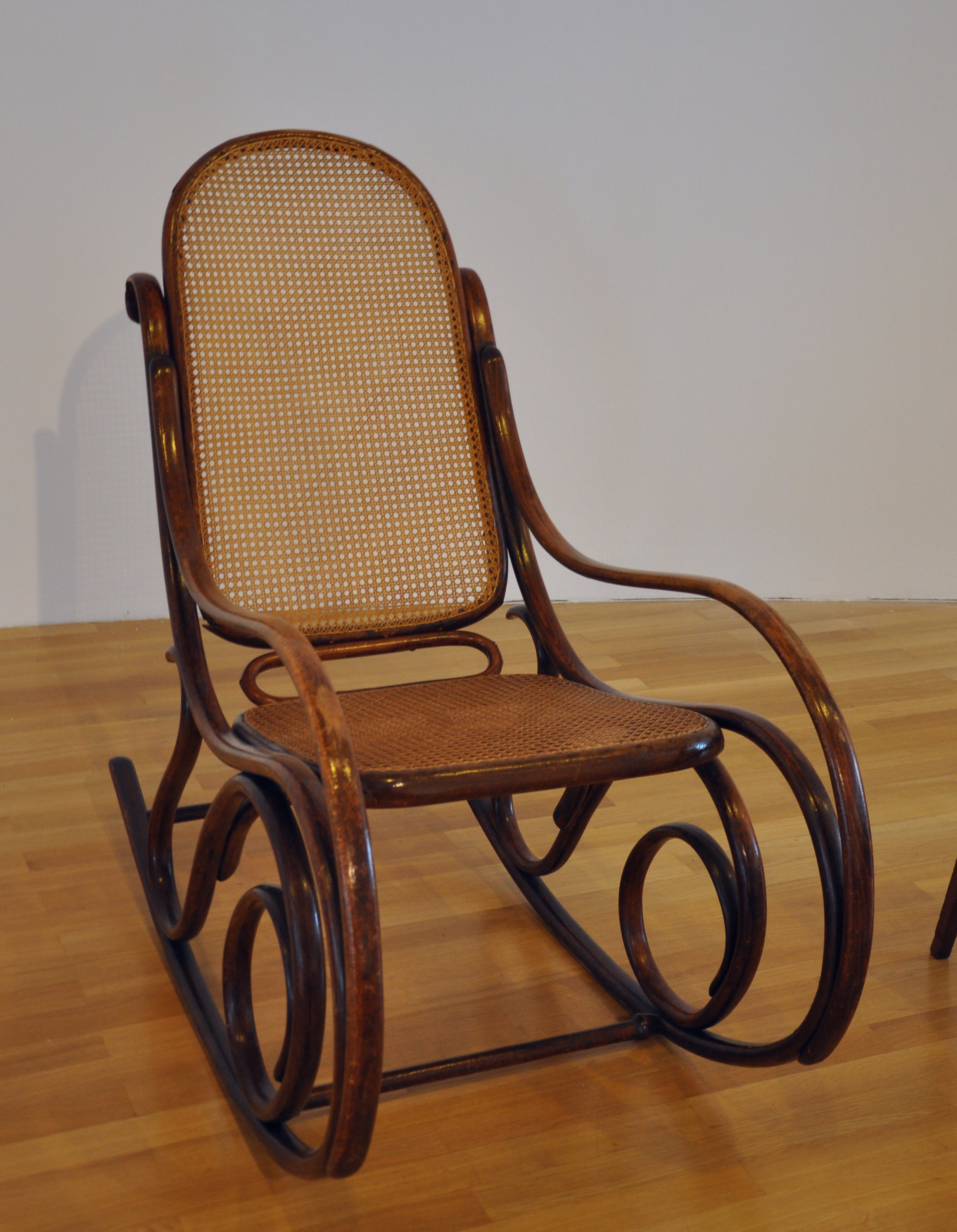
Mecedora Número 17, de Thonet.
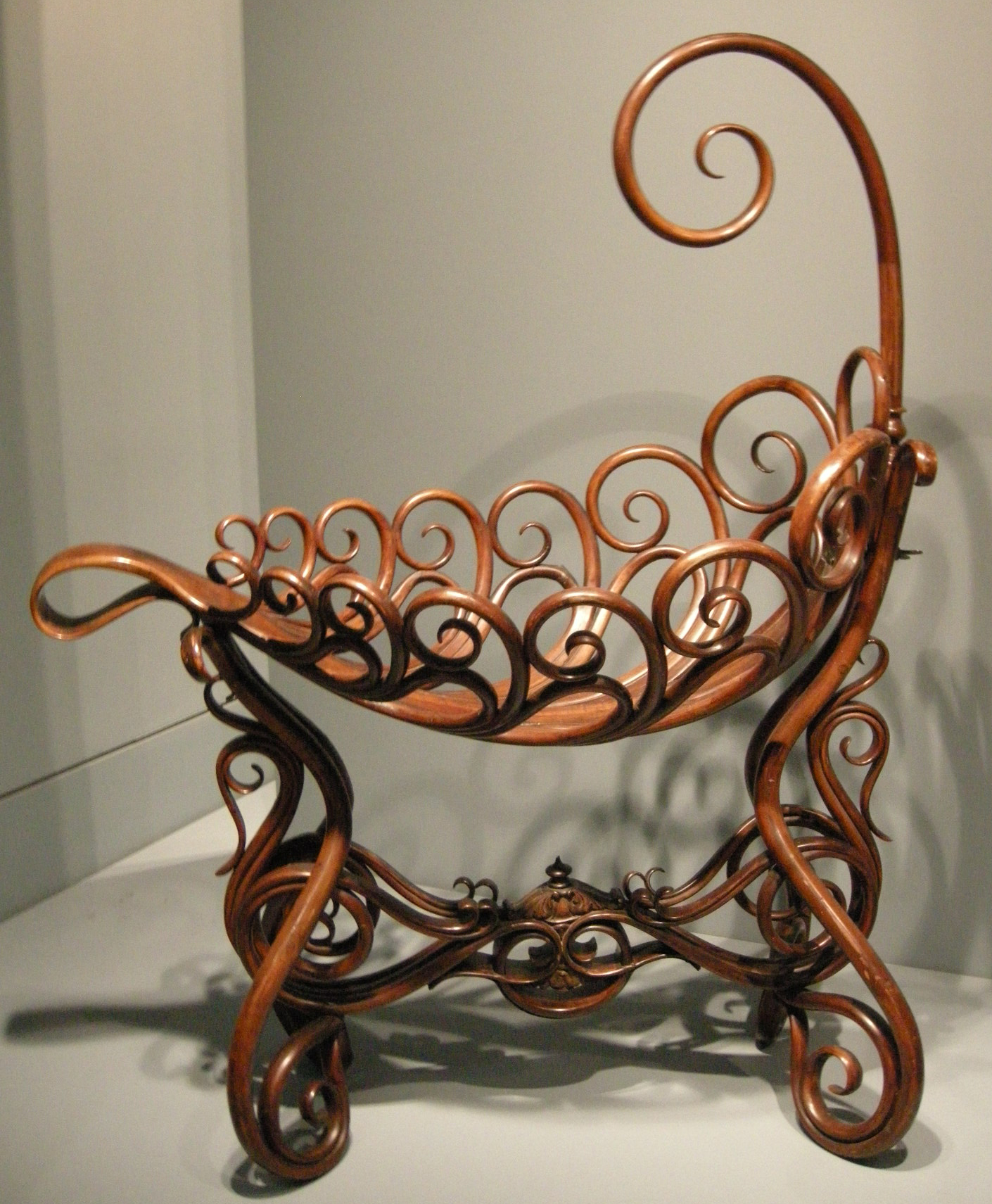
Cuna de Thonet (ca. 1870).
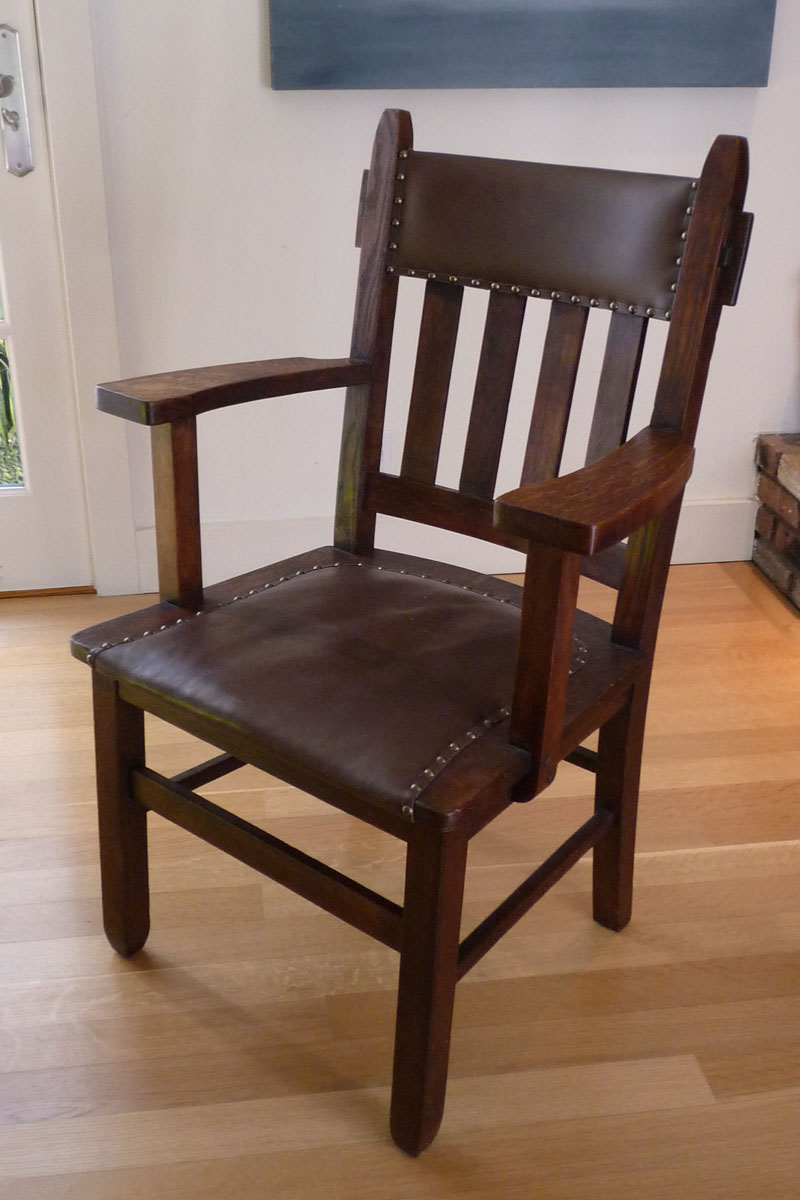
Rabbit Ear Arm Chair ("silla de brazos oreja de conejo") de Ford and Johnson Chair Company,[27] ca. 1905 (Mission style -"estilo misión"-).
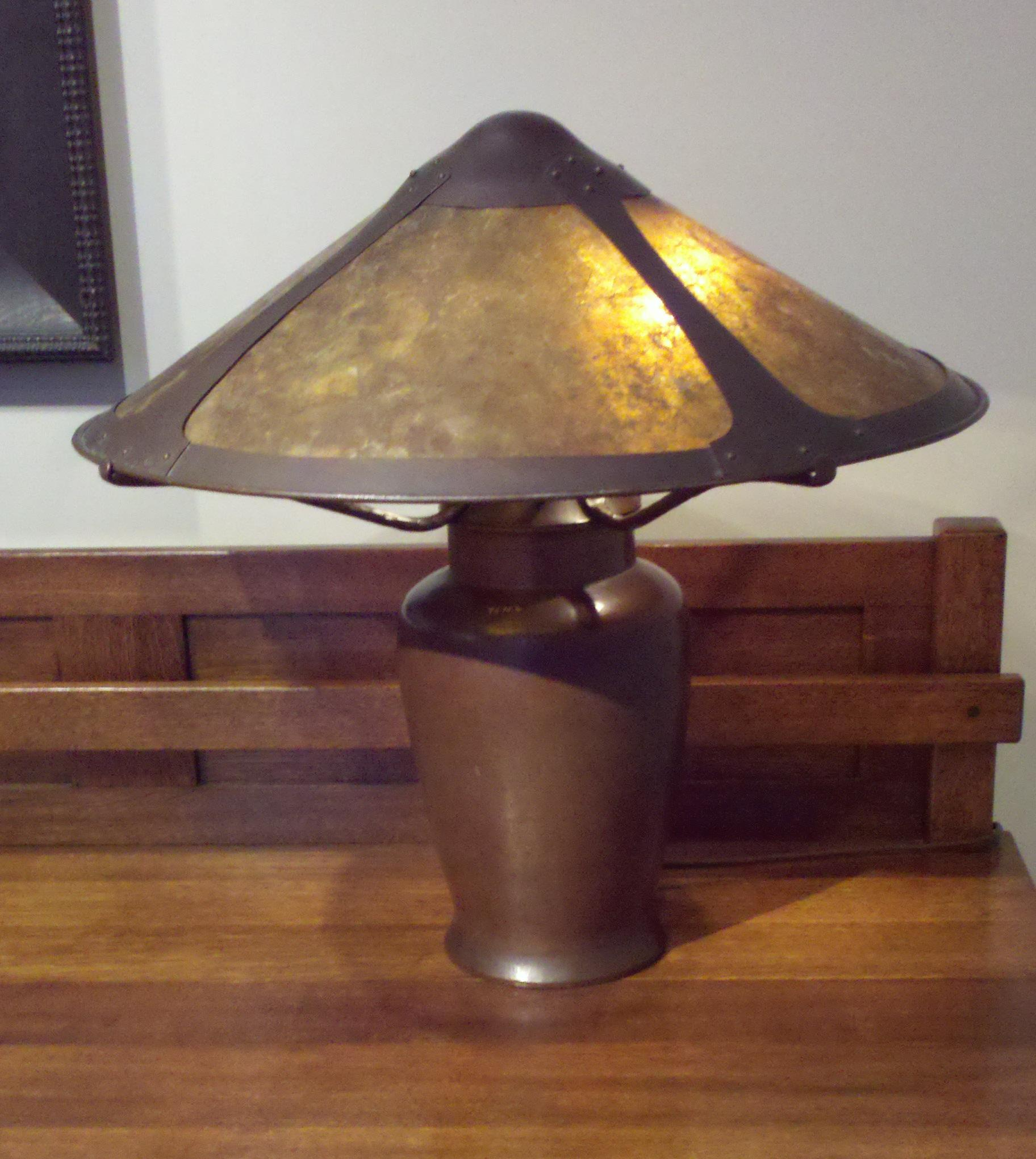
Lámpara Dirk van Erp.
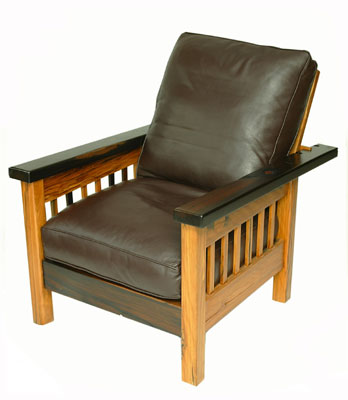
Morris chair,[30] de William Morris, 1866.
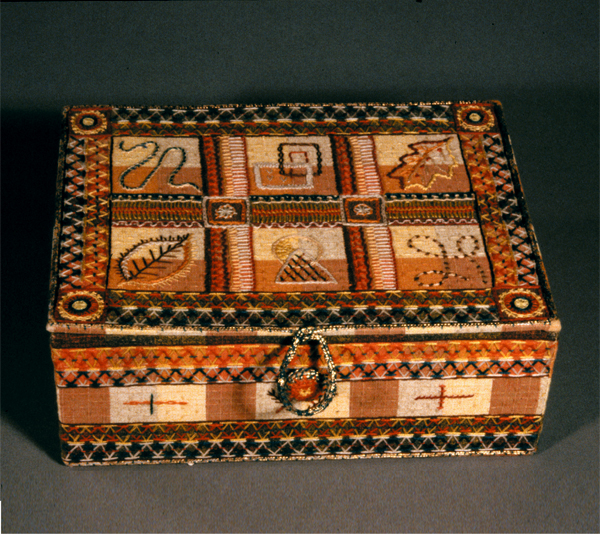
Caja Olive Nock.
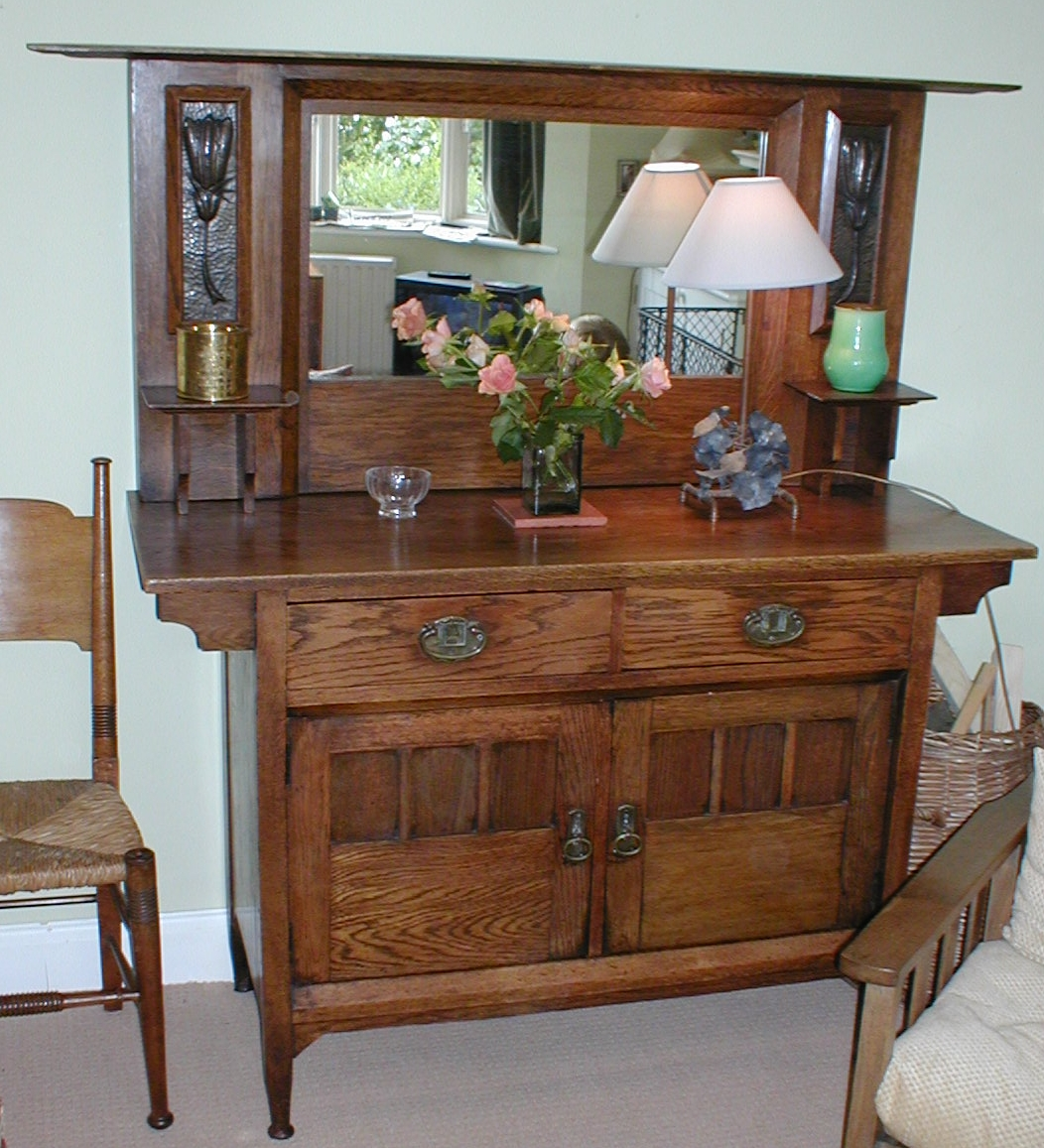
Sideboard Harris Lebus.
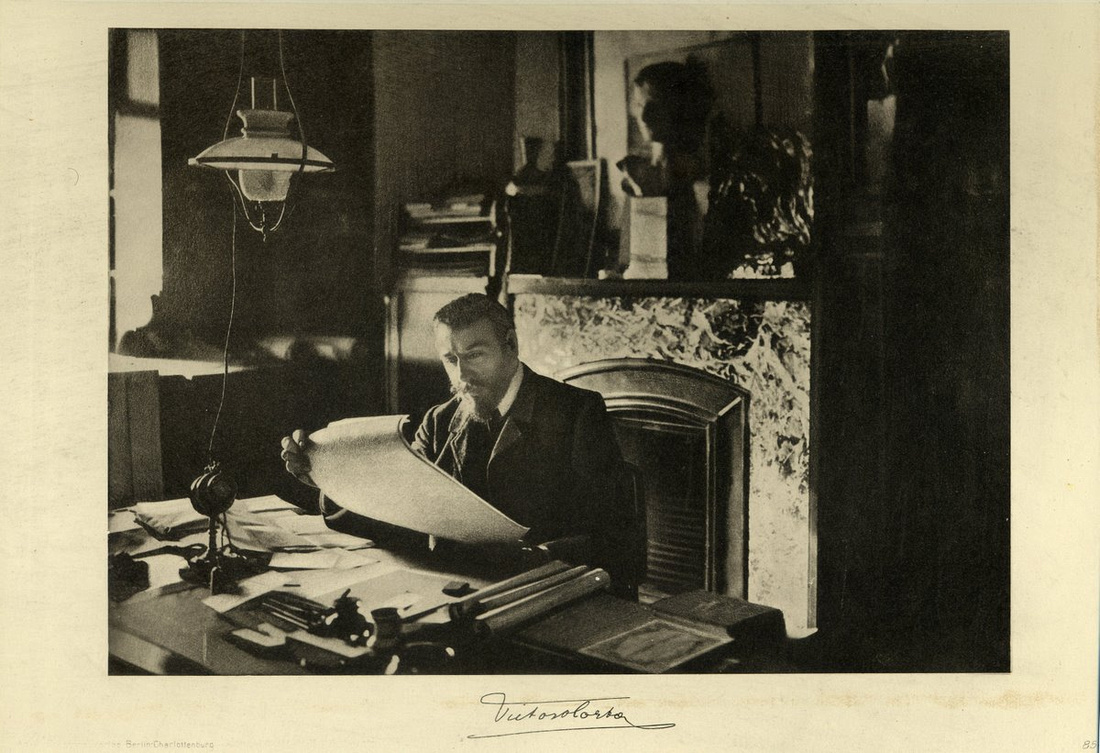
Victor Horta.
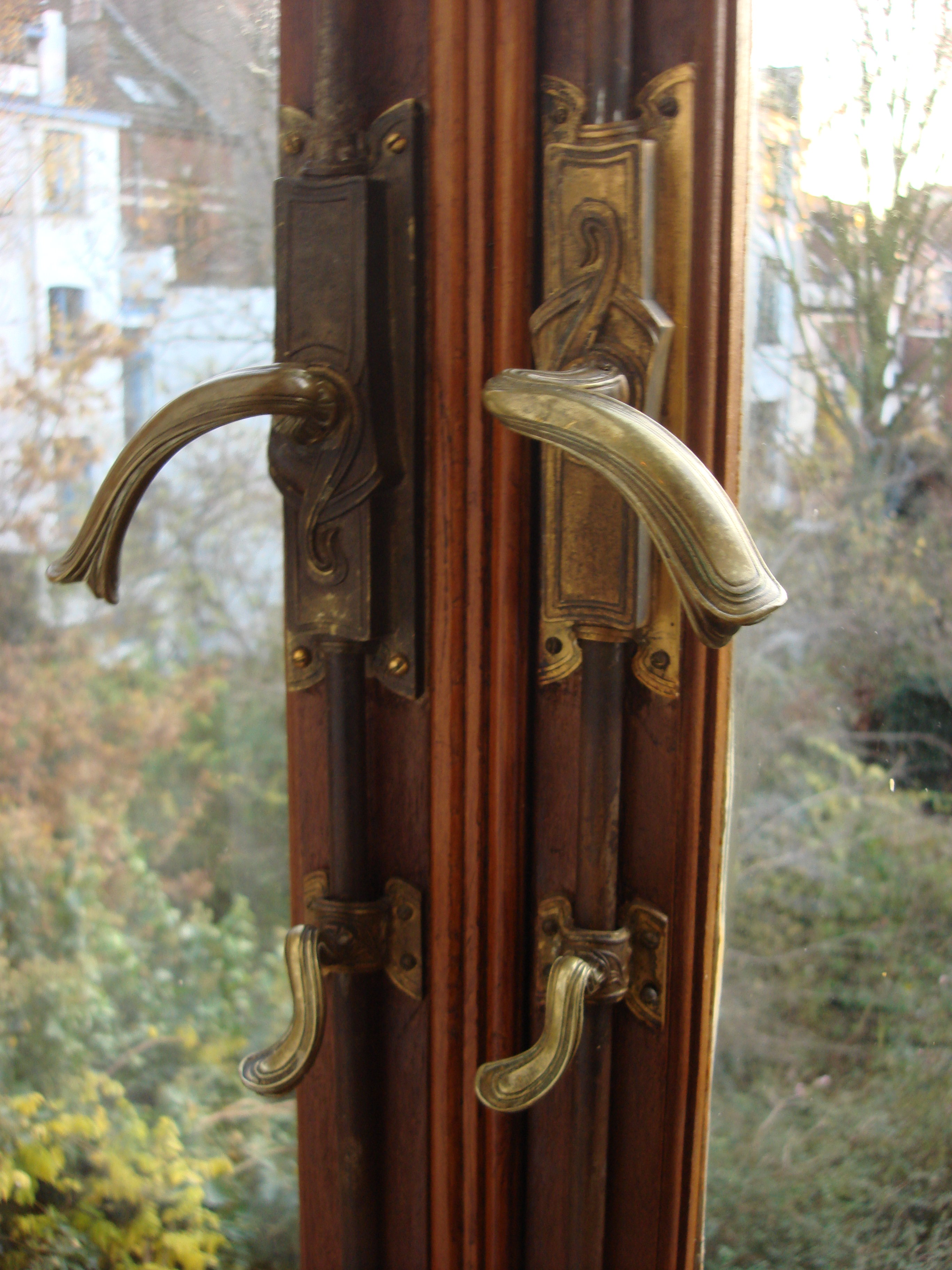
Detalle de una puerta de la Casa Horta.
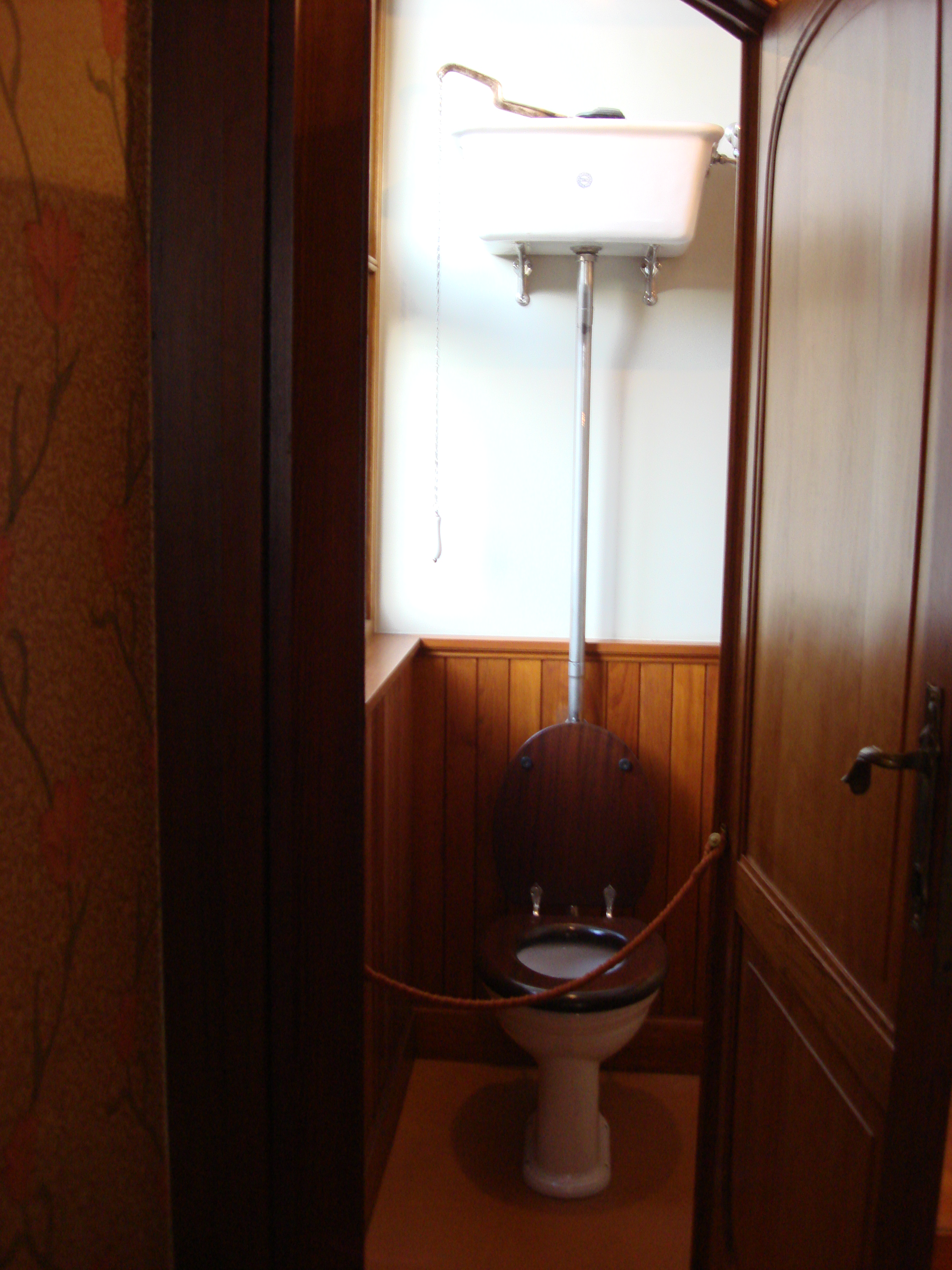
Retrete de la Casa Horta.
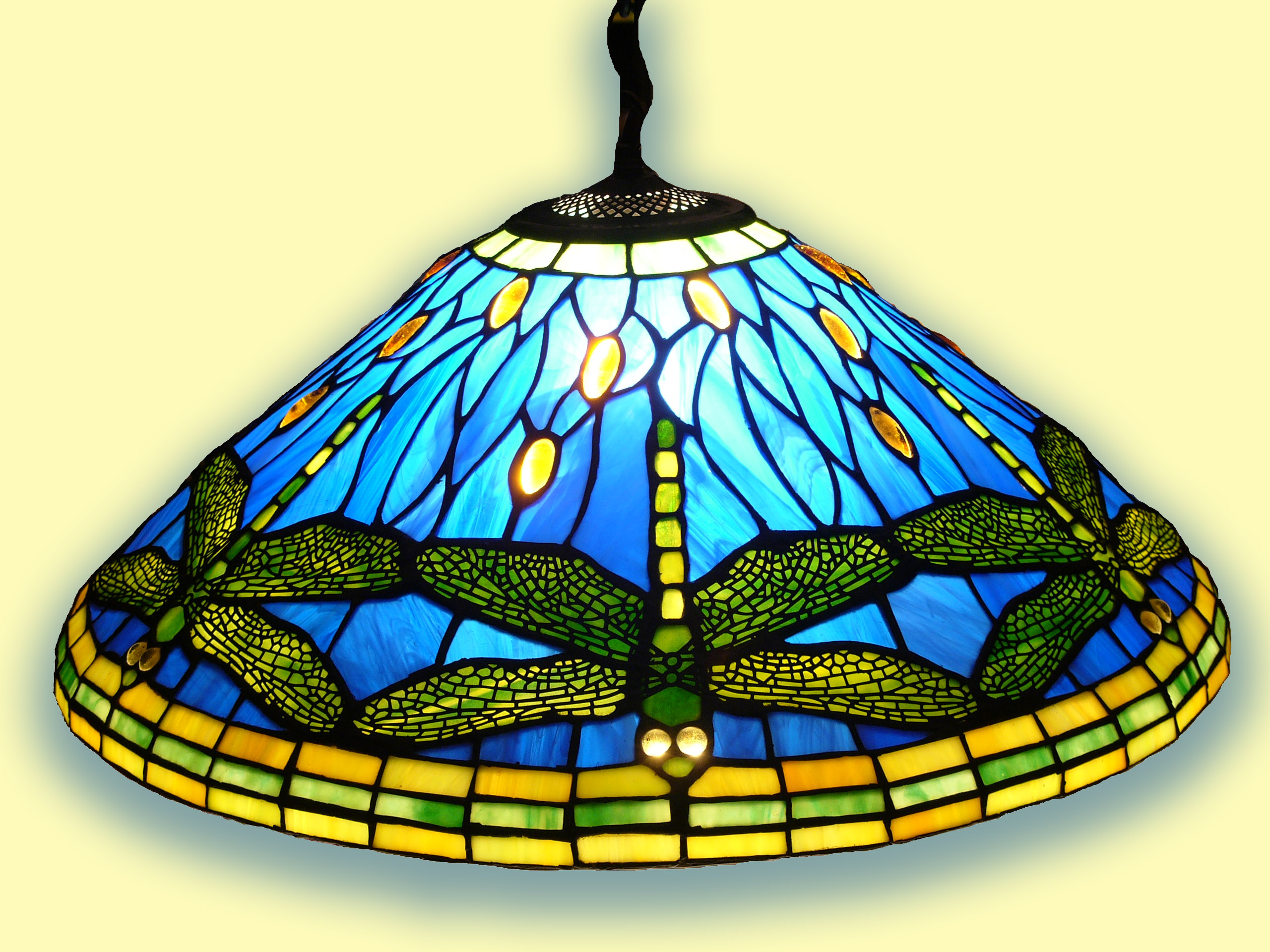
Lámpara Dragonfly («Libélula»), de Tiffany.
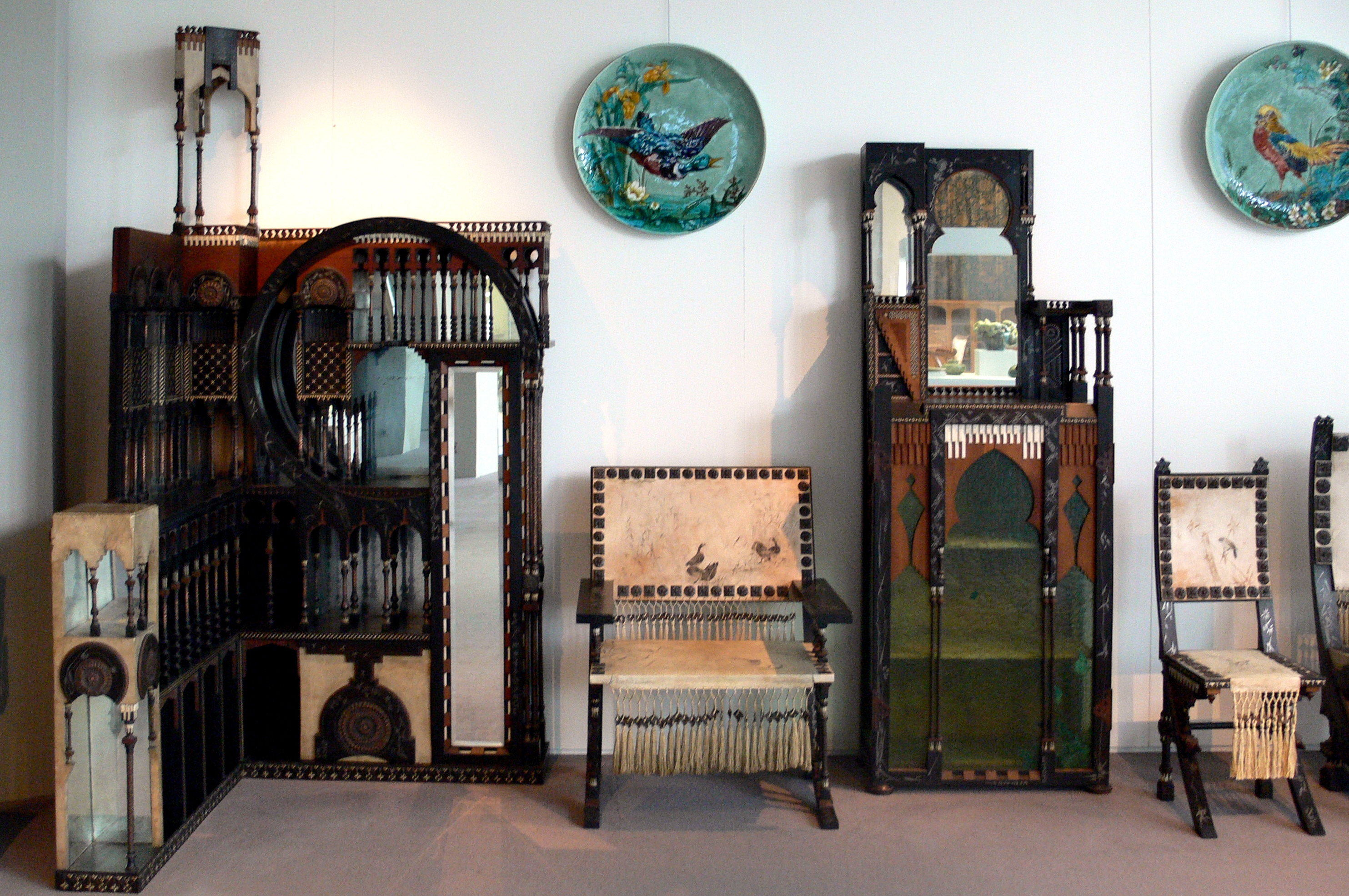
Salón de Carlo Bugatti.
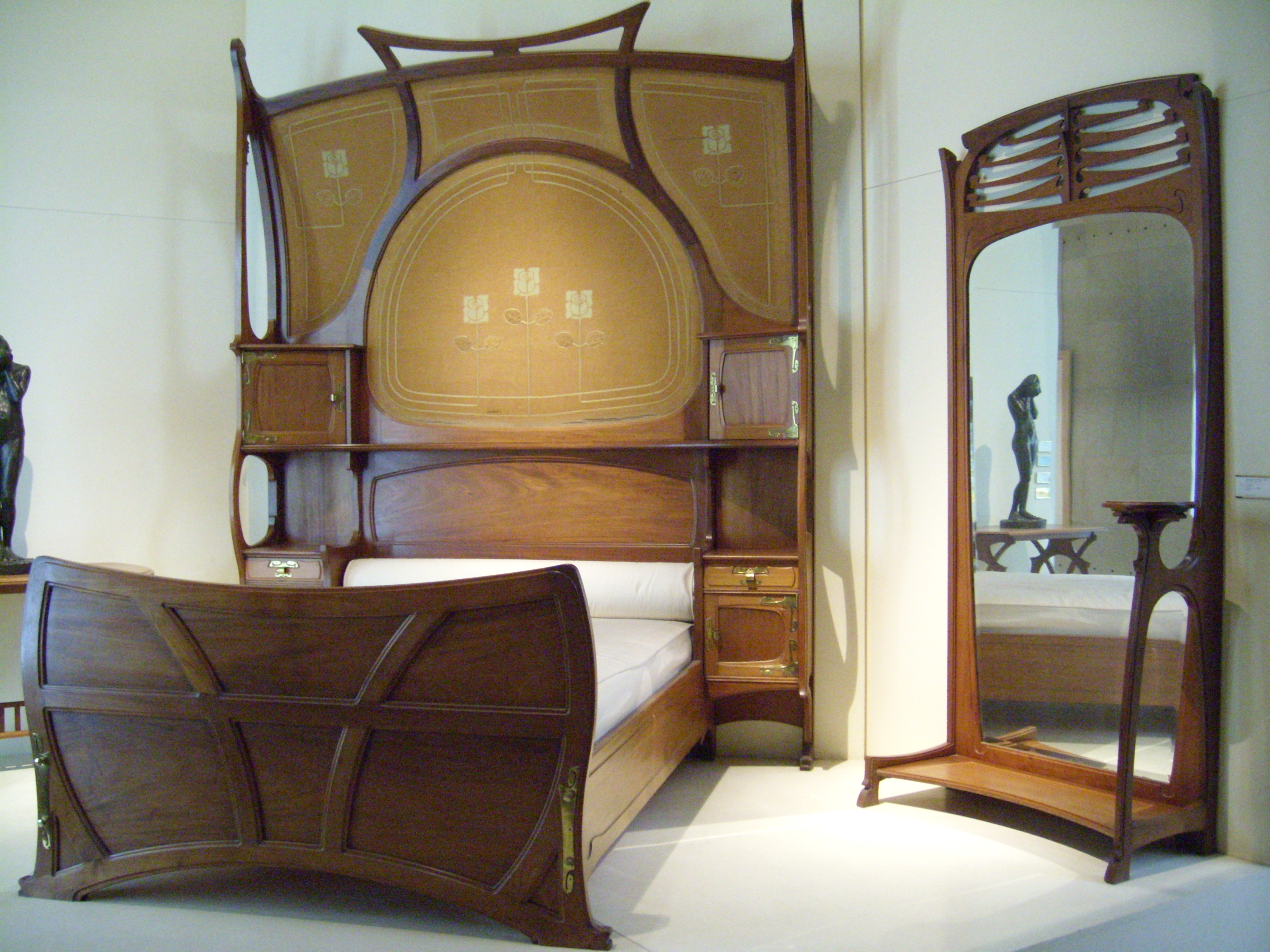
Dormitorio de Gustave Serrurier-Bovy.
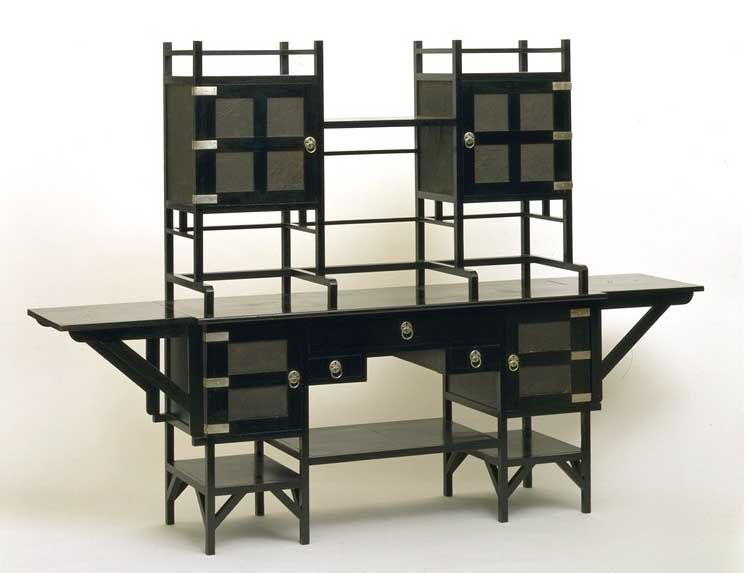
Aparador de Edward William Godwin (1867-1870), Victoria and Albert Museum, Londres

### Vanguardismo y diseño

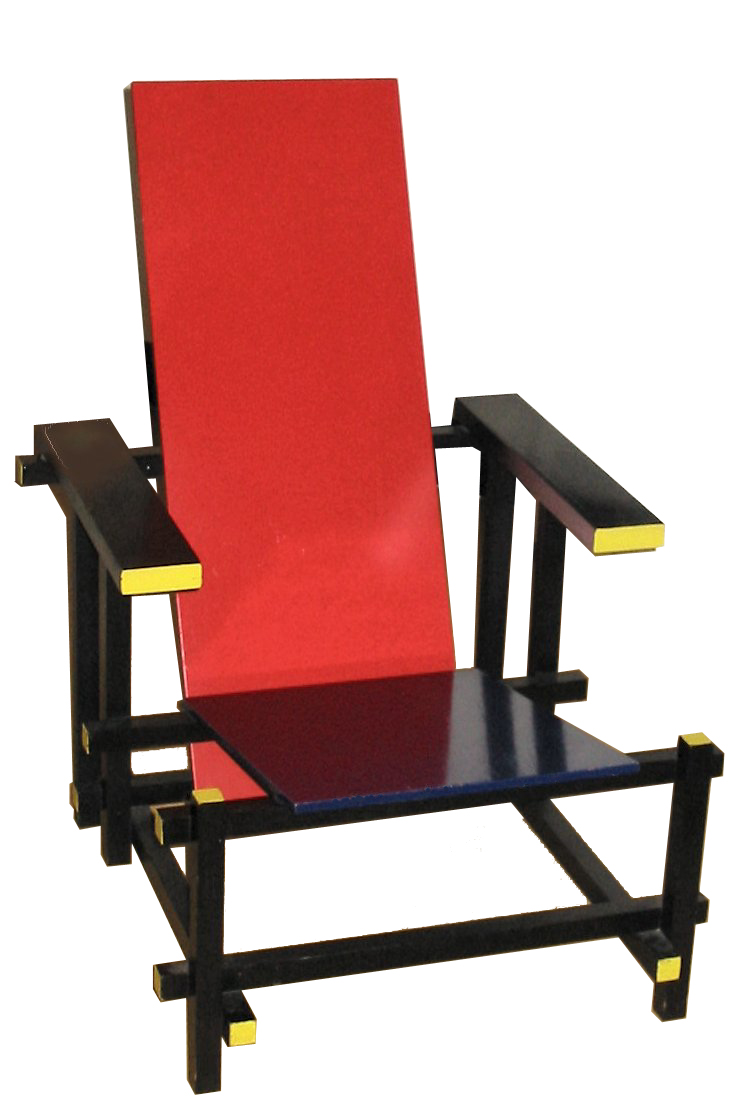
Silla roja y azul de Rietveld.

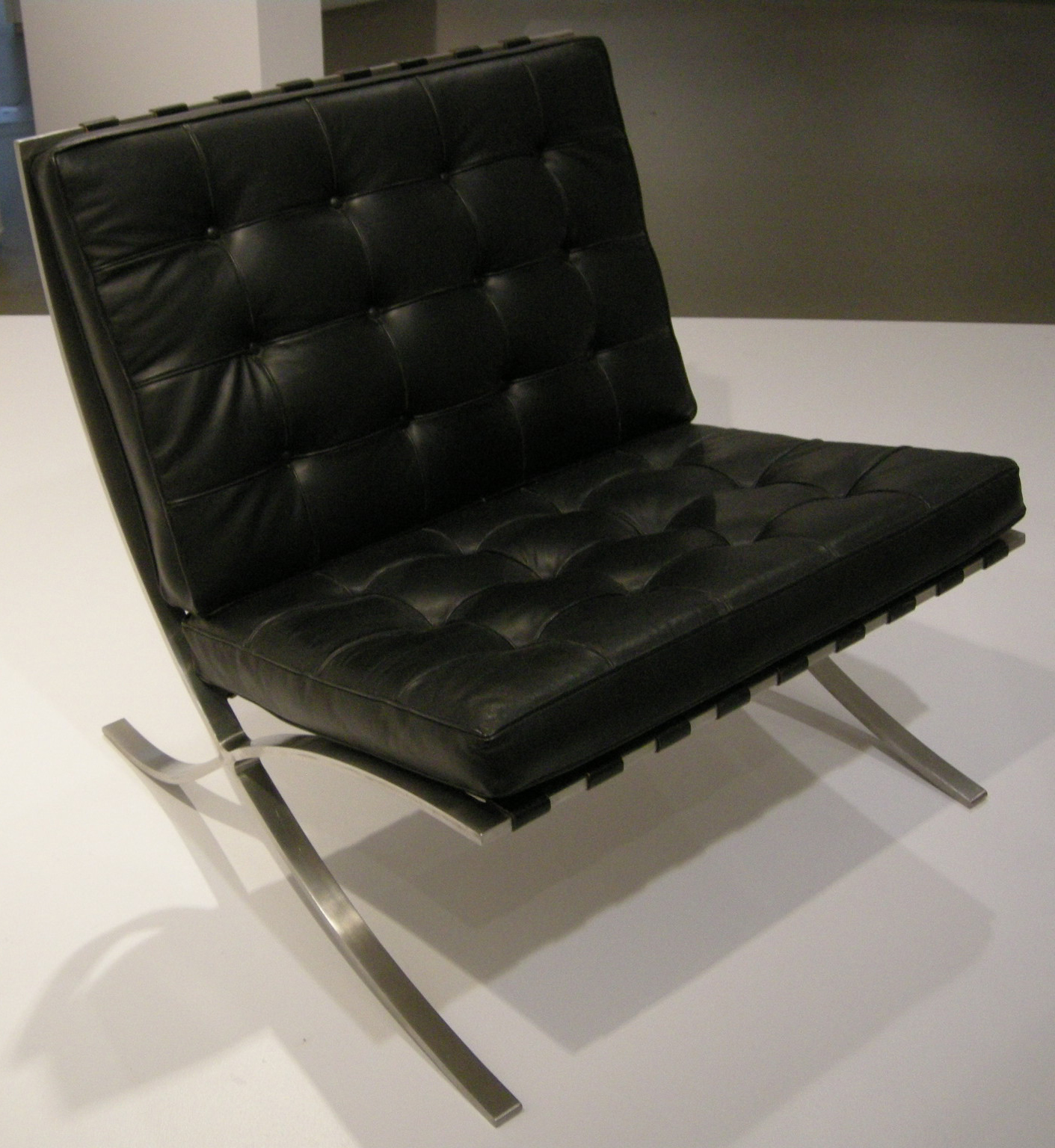
Silla Barcelona de Mies van der Rohe.

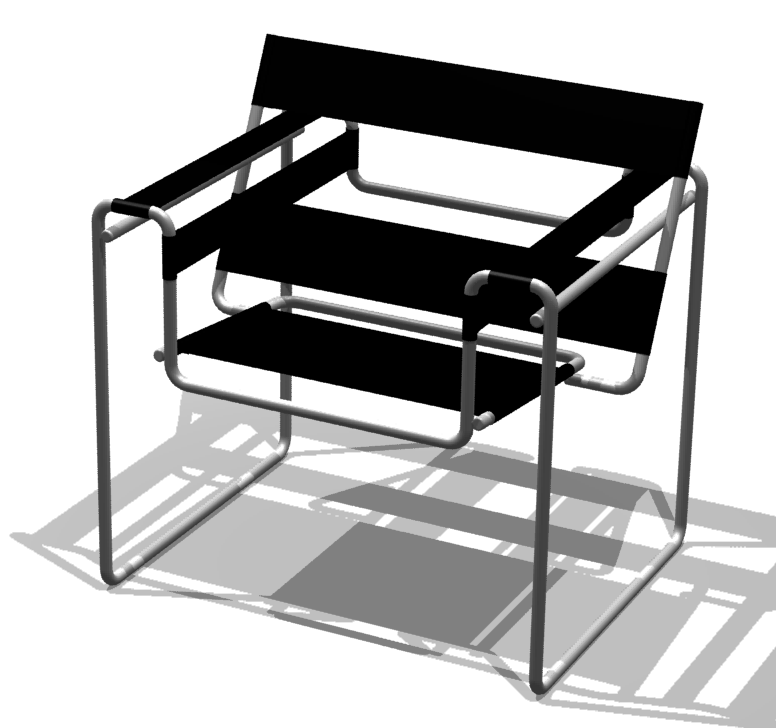
Silla Wassily de Marcel Breuer.

A raíz de la Primera Guerra Mundial, se genera una necesidad de cambio e investigación, siendo pioneros Francia, Alemania y sobre todo Holanda, que no participó en la guerra. El holandés Gerrit Rietveld, quien formaba parte del grupo vanguardista De Stijl, y apostaba por el uso de maquinaria, construyó su Silla roja y azul en 1917, enfocada a que un asiento debe tener únicamente sus formas básicas. Otra de sus más famosas creaciones fueron su aparador y la silla Zig-Zag.

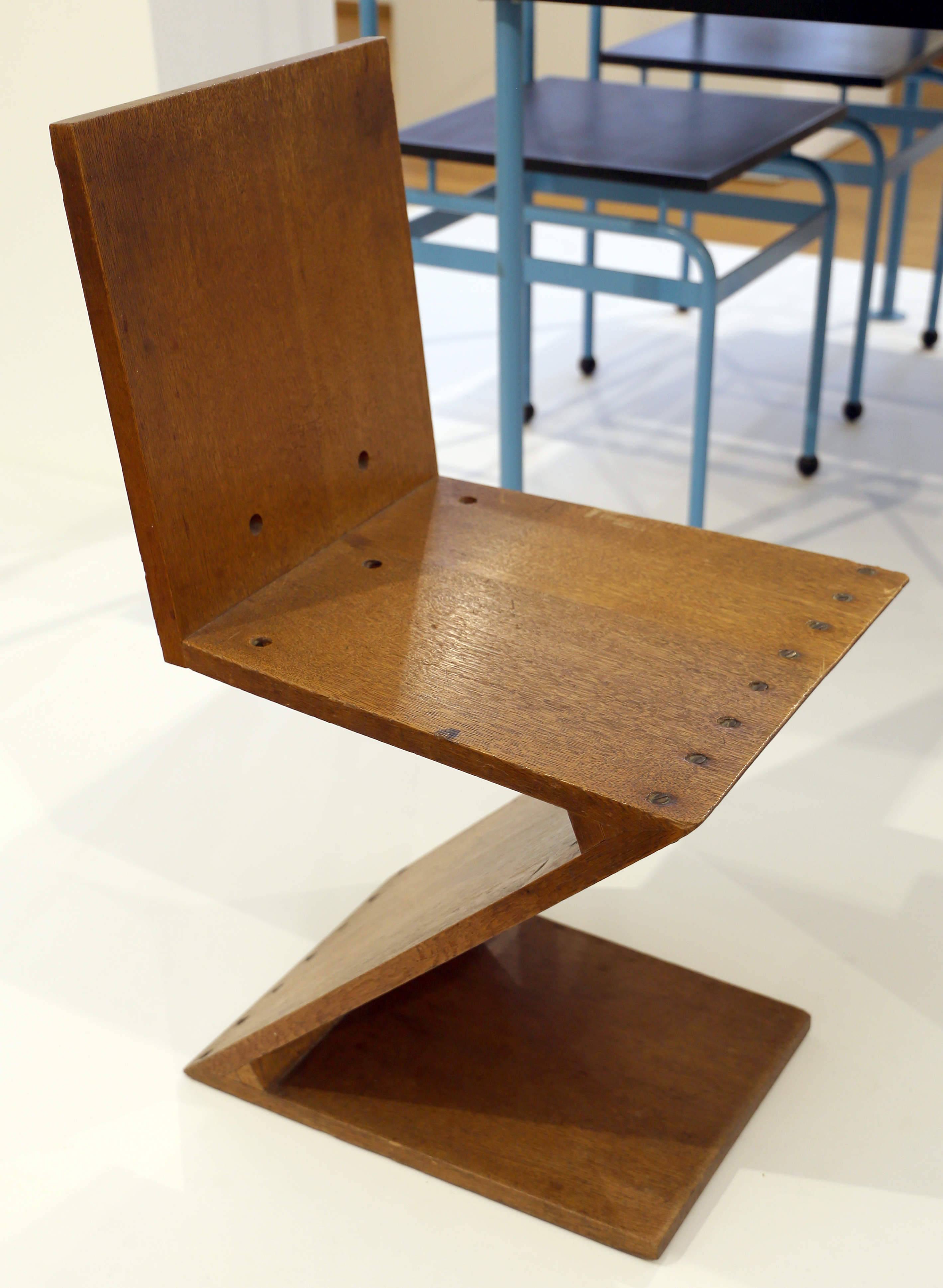
Silla Zig-Zag.
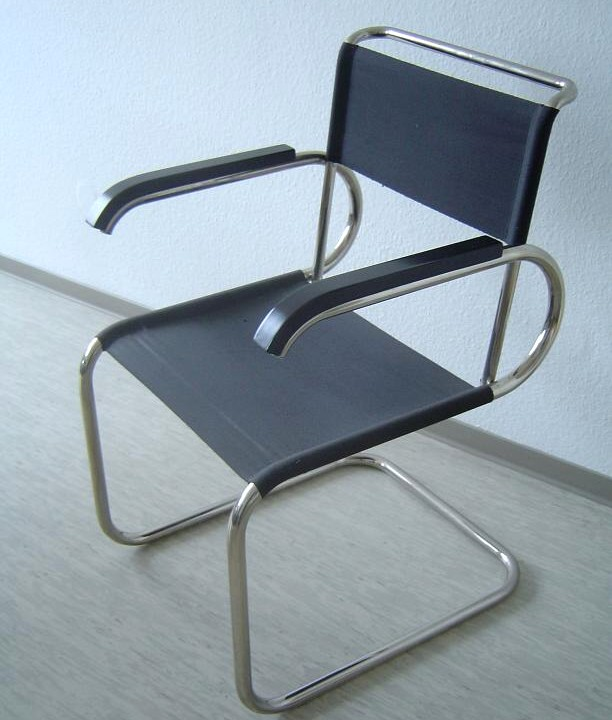
Silla cantilever.

Paralelamente, incorporando las ideas básicas del grupo De Stijl, en Alemania se crea la escuela de diseño Bauhaus cuyo objetivo era enseñar a los estudiantes a buscar soluciones funcionales a cada problema de diseño. Esta escuela se disolvió con la llegada del Tercer Reich. Entre sus máximos representantes se encuentran Gropius, Mies van der Rohe o Marcel Breuer, quien comenzó a experimentar con el tubo de acero para sillas, banquetas, mesas y su famoso sillón Wassily. El holandés Mart Stam diseñó la primera silla cantilever, que fue perfeccionada por Mies van der Rohe, y más tarde por Breuer consiguiendo belleza, comodidad y ahorro de material, trabajo y costo.
De forma análoga en Francia, Le Corbusier y Charlotte Perriand también diseñaron mobiliario metálico, pero con un punto de vista diferente, el mobiliario debía ser sencillo y funcional. El diseño más importante de Le Corbusier fue el sillón cúbico Grand Comfort (1928).
Dado el poco éxito que tuvo el mobiliario metálico se comenzó a experimentar con madera contrachapada, siendo el precursor el finlandés Alvar Aalto. Comenzó a experimentar para curvar la madera aprovechando su humedad natural en lugar de vapor como hacía Thonet, y fundó, junto a Aino Aalto Artek en 1933 como "centro de mobiliario contemporáneo".

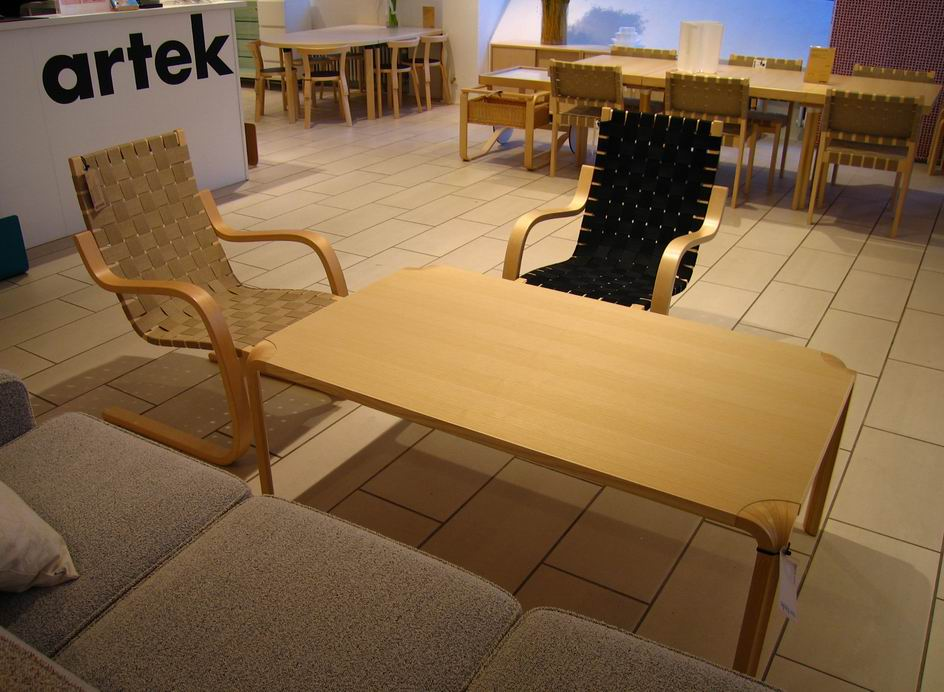
Mobiliario diseñado por Alvar Aalto, producido por Artek.
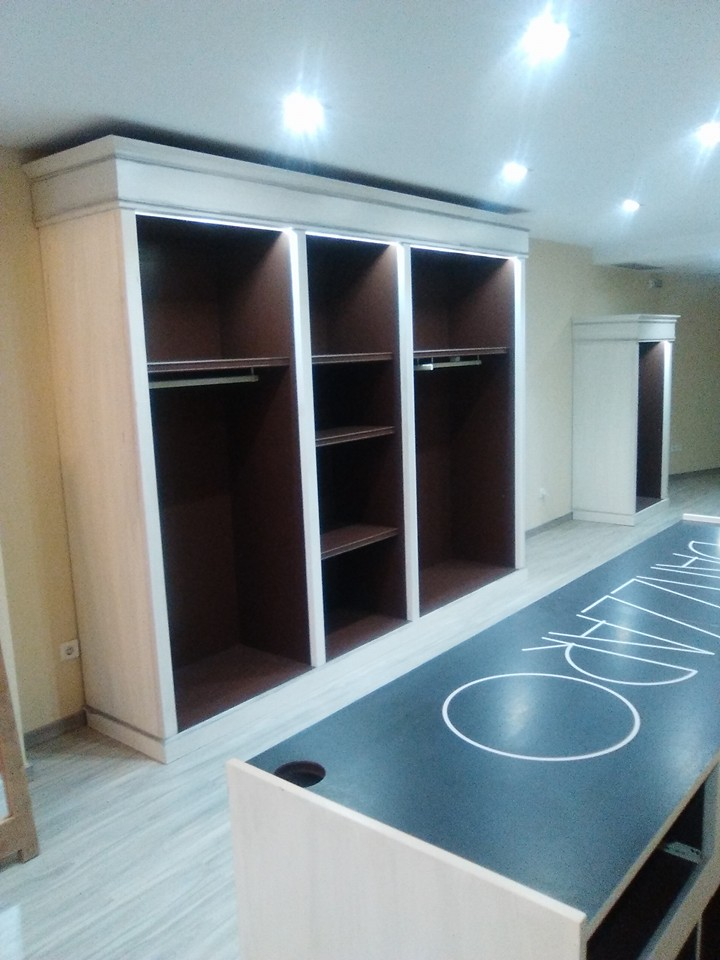
Muebles para tiendas o Mobiliario comercial, de indiswood..

La industrialización de los países escandinavos fue más tardía, así que mantuvieron una artesanía de calidad e influenciada por el movimiento Arts & Crafts. Destaca en Estocolmo Carl Malmsten, quien fundó varias escuelas donde se enseñaba ebanistería además de otros oficios como música, jardinería o alfarería. Quería adaptar las formas antiguas a las nuevas necesidades. En Dinamarca, Kaare Klint pretendía adaptar las medidas del mobiliario a las necesidades básicas del hogar y en función de la figura humana. Su mayor aportación fue la estandarización de la altura mesas y sillas, y tamaño de los cajones.
Comenzado ya en 1910, el estilo art déco tuvo su mayor auge en 1925, año de la Exposición de Artes Decorativas e Industriales de París, exposición de las artes del modo de vida contemporáneo exclusivamente. Émile-Jacques Ruhlmann fue un importante diseñador que trabajó sólo para la gente adinerada y consiguió que la posesión de uno de sus diseños fuera un símbolo de categoría social. Usaba el ébano de Macasar y corteza de nogal del Cáucaso, con detalles de marfil, plata y otros metales. La altura de los asientos se redujo debido a la influencia oriental, aparece la mesa de cóctel y se revitalizan los lacados, destacando en este campo la arquitecta inglesa Eileen Gray y el metalario suizo Jean Dunand, que consiguió una superficie reflectante utilizando hasta 40 capas de laca.
La gente comienza a cansarse del art déco, apareciendo una nueva decoración de interiores basada en el cubismo sencillo y sin colorido. Destacan en este nuevo estilo del periodo entreguerras Ambrose Heal, dirigiendo Heal & Son, Gordon Russell o Waring & Gillow. Hoy en día, el sector del mobiliario sigue teniendo una importancia central y existen numerosos estilos y técnicas que pueden utilizarse para personalizar mejor su hogar. 